# BALTOPS

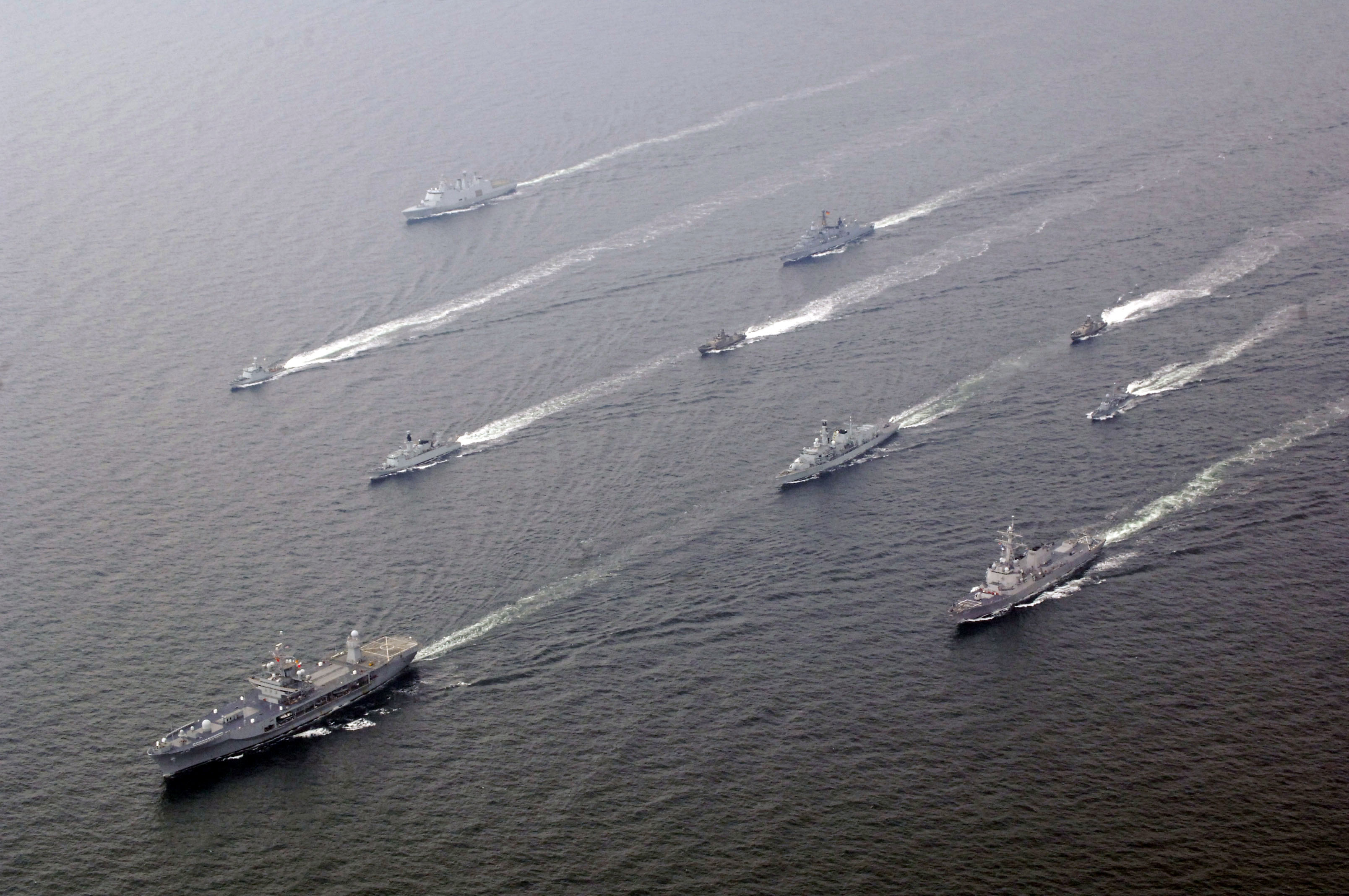
Formacja okrętów podczas Baltops 2009

BALTOPS (Baltops) – kryptonim cyklicznych międzynarodowych ćwiczeń sił morskich państw sojuszu NATO przeprowadzanych od lat 70. XX wieku corocznie na Morzu Bałtyckim, organizowanych od wielu lat tradycyjnie w czerwcu. Organizowane były początkowo przez marynarkę USA, a później przez dowództwo NATO. W czasie zimnej wojny brały w nich udział tylko państwa NATO, przygotowujące się do konfrontacji z blokiem wschodnim, a od 1993 roku zapraszane do udziału w nich w ramach Partnerstwa dla Pokoju były także pozostałe państwa basenu Morza Bałtyckiego, z których większość w kolejnych latach dołączyła do sojuszu. Mają na celu zwiększenie interoperacyjności sił morskich państw sojuszu i innych w rejonie Morza Bałtyckiego. W okresie odprężenia międzynarodowego w latach 90. przez kilkanaście lat udział w nich brała również Rosja, a istotnym celem ćwiczeń było doskonalenie kryzysowych działań pokojowych. Od tego czasu też do grona gospodarzy ćwiczeń dołączyła Polska, a istotną bazą ćwiczących flot stała się Gdynia. Oprócz stałego uczestnictwa USA, okazjonalnie w ćwiczeniach brały udział także inne państwa NATO spoza Europy Północnej i Zachodniej.

## Historia

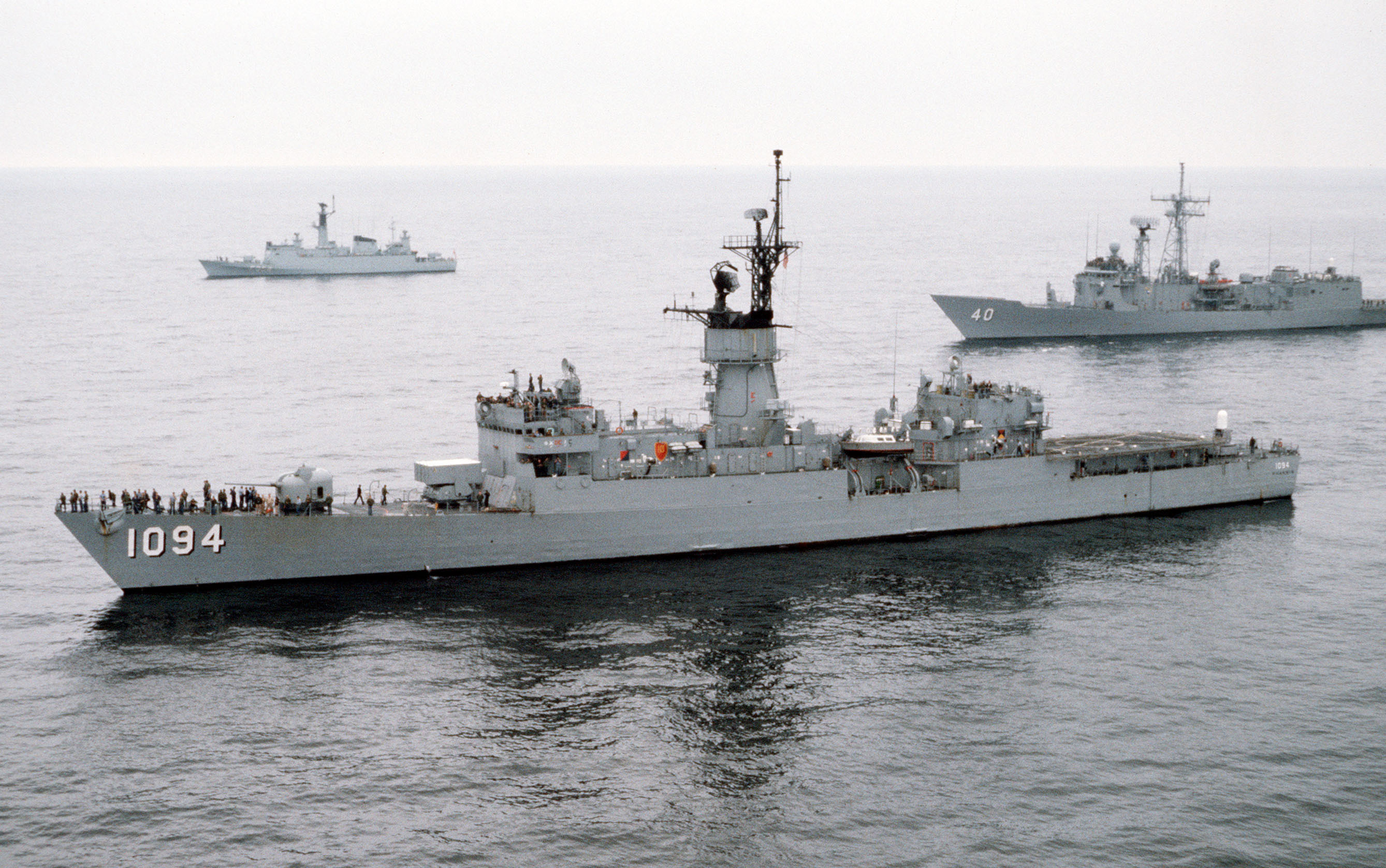
Formacja okrętów NATO podczas Baltops 1985 (amerykańskie fregaty USS „Pharris” (FF-1094) i „Halyburton” (FFG-40), w tle duńska korweta typu Niels Juel)

Organizatorem manewrów o kryptonimie BALTOPS (Baltic Operations) była marynarka wojenna USA (US Navy). Miały one w czasach zimnej wojny demonstrować obecność militarną USA i państw NATO na Bałtyku, który w razie konfliktu prawdopodobnie znalazłby się pod kontrolą sił Układu Warszawskiego – radzieckiej Floty Bałtyckiej wspieranej przez słabsze marynarki PRL i NRD. Przewidywano, że podczas wojny będą toczyć się walki morskie na podejściach do cieśnin duńskich i Półwyspu Jutlandzkiego, gdzie siły Układu Warszawskiego planowały wysadzić desant w celu opanowania wyjścia na Morze Północne (między innymi z udziałem polskich i wschodnioniemieckich sił desantowych). Istotne było wobec tego poznanie specyfiki akwenu Morza Bałtyckiego, różniącej się od mórz otwartych, szczególnie odległej od doświadczeń amerykańskich marynarzy. W tym celu, oraz w celu demonstracji siły militarnej, organizowano od początku lat 70. XX wieku cykliczne manewry BALTOPS, z udziałem zarówno NATO-wskich krajów nadbałtyckich (Dania i RFN), innych krajów europejskich sojuszu, oraz silnego komponentu marynarki USA, będącej organizatorem manewrów.
Po raz pierwszy Marynarka USA wpłynęła na Bałtyk w celu przeprowadzenia ćwiczeń w pobliżu wód terytorialnych ZSRR w maju 1971 roku, jednakże wówczas ćwiczący zespół obejmował tylko okręty amerykańskie (z lotniskowcem USS „Intrepid”). Od 1972 roku natomiast prowadzono je jako cykliczne manewry międzynarodowe BALTOPS, organizowane przez Marynarkę USA, ale z udziałem północnoeuropejskich państw NATO. Głównym celem wojskowym było trenowanie wspólnego manewrowania, prowadzenia ognia, łączności i ratownictwa. Poznawano także hydrologię Morza Bałtyckiego. Oprócz okrętów, w ćwiczeniach brało udział lotnictwo. Od początku skupiano się na ćwiczeniach w zakresie zwalczania okrętów podwodnych, odpierania ataków małych okrętów uderzeniowych i lotnictwa oraz walce radioelektronicznej. W tym celu oprócz samego zespołu ćwiczącego, w manewrach uczestniczyły też duńskie i zachodnioniemieckie małe okręty uderzeniowe, okręty podwodne i lotnictwo, symulujące przeciwnika. Przynajmniej od 1977 roku przywiązywano wagę też do zbierania informacji o siłach Układu Warszawskiego i doskonaleniu procedur w zakresie wymiany informacji, łączności i wykrywania celów. Początkowo na Bałtyku nie prowadzono ćwiczeń artyleryjskich, jednakże już w 1985 roku miały one miejsce. W tym roku też pierwszy raz w manewrach brał udział pancernik (USS „Iowa”). Od 1985 roku wdrożono również program wymiany personelu pomiędzy ćwiczącymi jednostkami różnych państw dla zwiększenia interoperacyjności. Manewry były zazwyczaj śledzone przez okręty państw Układu Warszawskiego, w szczególności okręty rozpoznawcze. Organizatorem ćwiczeń był Naczelny Dowódca Sił Morskich USA w Europie (CINCUSNAVEUR). Gospodarzem ćwiczeń, który organizował przyjęcie i pobyt okrętów i fazę portową planowania manewrów, była RFN w latach parzystych i Dania w latach nieparzystych.
Po zakończeniu zimnej wojny, rozwiązaniu Układu Warszawskiego i przemianach politycznych w regionie, ćwiczenia zmieniły swój charakter. Od 1993 roku zaczęto zapraszać na nie w charakterze uczestników lub obserwatorów wszystkie pozostałe państwa nadbałtyckie – Polskę, Rosję, nowo powstałe: Litwę, Łotwę i Estonię, oraz neutralne: Szwecję i Finlandię. Ich celem stało się również zwiększenie stabilności w regionie i budowanie silnych związków przez promocję ducha współpracy między uczestniczącymi państwami, demonstrowanie solidarności morskiej i polepszanie wzajemnego zrozumienia i koordynacji operacji morskich. Istotne jest poznawanie się marynarek wojennych jako organizacji, ich zwyczajów i tradycji. Dla krajów aspirujących do uczestnictwa w NATO manewry stały się elementem programu Partnerstwo dla Pokoju. Ćwiczenia prowadzone w latach 90. składały się od tej pory z dwóch faz: pierwszej międzynarodowej, skupiającej się na doskonaleniu procedur ratownictwa, łączności i innych zadań pokojowych, oraz drugiej, ograniczonej do państw NATO. Liczba ćwiczących okrętów zaczęła się zwiększać z około 30 do 40-50 jednostek, wykonujących różne zadania w grupach i razem. Większy nacisk kładziony był na przygotowanie do pokojowych zadań międzynarodowych zespołów na morzu, jak konwojowanie jednostek, prowadzenie blokady morskiej i kontrola ładunku statków. Ćwiczone są też złożone zadania bojowe oraz wspólne prowadzenie operacji, jak trałowanie min, wykrywanie okrętów podwodnych. Od końca lat 90. zrezygnowano z podziału ćwiczeń na fazy, organizując wspólne ćwiczenia. Po ataku na World Trade Center, od manewrów w 2002 roku położono nacisk na zwalczanie terroryzmu na morzu. Ćwiczenia oparte były na scenariuszach obejmujących fikcyjne państwa i dotyczyły między innymi wspólnych działań o charakterze asymetrycznym, związanych ze zwalczaniem piractwa, terroryzmu i przemytu broni, monitorowaniem szlaków żeglugowych i dostarczaniem pomocy humanitarnej. W 2003 roku wprowadzono też ćwiczenie ewakuacji ludności z terenu konfliktu.
W 1993 roku Polska wysłała na ćwiczenia tylko okręt ratowniczy „Piast”, po czym od kolejnego roku wysyłała okręty bojowe, biorąc aktywny udział jako uczestnik w pierwszej fazie, a od 1999 roku jako członek NATO. Od 1996 roku polski zespół stał się jednym z najliczniejszych lub w kilku latach najliczniejszym. Od 2010 roku organizację ćwiczeń od marynarki USA przejęło dowództwo NATO-wskiego zespołu STRIKFORNATO. W XXI wieku okazjonalnie udział w ćwiczeniach biorą wysyłając okręty także inne kraje NATO spoza basenu Bałtyku i Morza Północnego, jak Hiszpania, Portugalia, Włochy, Turcja oraz Kanada. Niektóre inne państwa, jak Rumunia, wysyłały pododdziały piechoty morskiej do ćwiczeń desantowych.
Ćwiczenia od lat 90. zaczynają się i kończą w różnych portach nadbałtyckich, ponadto pomiędzy oboma częściami jednostki zawijają do innego portu. Manewry rozpoczynają się od kilkudniowej fazy portowej, kiedy ustalane są szczegóły ćwiczeń realizowanych na morzu. Z reguły w pierwszej fazie operacji morskiej prowadzone są manewry zgrywające i ćwiczenia poszczególnych elementów, a następnie prowadzona jest zasadnicza faza operacji zgodnie z założeniami scenariusza. Ćwiczenia kończą się podsumowaniem i omówieniem (z reguły w porcie w Kilonii). Okręty są przy tym w portach na ogół udostępniane zwiedzającym, ciesząc się zainteresowaniem i sprzyjając popularyzacji spraw morskich i współpracy międzynarodowej (szacowano, że np. w Gdyni odwiedzało je w latach 90. w przybliżeniu 40 tysięcy ludzi). Od 1994 roku do portów odwiedzanych przez okręty dołączyła Gdynia, po raz pierwszy goszcząc takie liczne zespoły okrętów zagranicznych (17 okrętów w 1994, 25 okrętów w 1995, 50 okrętów w 1997 roku). W 2017 roku ćwiczące okręty po raz pierwszy zawinęły do Szczecina i Świnoujścia.
Od 1993 do 2013 roku w manewrach, prowadzonych w duchu współpracy międzynarodowej, udział brała także Rosja. Jej udział w kolejnych latach ograniczał się zazwyczaj do jednego okrętu, przy czym w niektórych latach Rosja wycofywała się z uczestnictwa w ćwiczeniach z przyczyn politycznych (1999, 2009). Na skutek jednak powrotu do agresywnej polityki zagranicznej i aneksji Krymu w 2014 roku, stosunki Rosji z państwami zachodnimi uległy trwałemu pogorszeniu i zaczęła być ona postrzegana jako potencjalne zagrożenie dla państw bałtyckich oraz zaprzestała od tego roku udziału w manewrach BALTOPS. Po tym, w zmienionej sytuacji geopolitycznej manewry zmieniły charakter, ponownie skupiając się w większym stopniu na prowadzeniu działań bojowych. Manewry w 2016 roku Rosja potępiła jako wrogie, powracając zarazem do praktyki śledzenia ich za pomocą okrętów rozpoznawczych i samolotów.

## Chronologia

### 1971
Pierwsze ćwiczenia Marynarki USA na Bałtyku były przeprowadzone w maju 1971 roku, ograniczone do samych okrętów amerykańskich. Brał w nich udział lotniskowiec zwalczania okrętów podwodnych USS „Intrepid” (CVS-11) i trzy niszczyciele, które zbliżyły się maksymalnie na odległość 20 mil morskich do wybrzeża ZSRR. W toku ćwiczeń prowadzono m.in. operacje lotnicze.

### 1972
Pierwsze ćwiczenia międzynarodowe serii BALTOPS, z udziałem USA, Niemieckiej Republiki Federalnej, Danii, Holandii i Wielkiej Brytanii.

### 1984
Ćwiczenia odbyły się na początku kwietnia 1984 roku i trwały sześć dni. Brało w nich udział pięć okrętów amerykańskich i 35 z Belgii, Danii, RFN i Wielkiej Brytanii, a także samoloty z Holandii, Danii i RFN. Po raz pierwszy uczestniczyła w nich Belgia. Głównodowodzącym był dowódca sił morskich USA w Europie admirał William Small, a dowódcą zespołu ćwiczącego (COMDESRON 14) komandor Robin Battaglini. Ćwiczenia były utrudnione przez warunki atmosferyczne – mgłę. Dwa okręty amerykańskie (USS „John Rodgers” i „Jack Williams”) przy okazji ćwiczeń złożyły 5 kwietnia czterodniową wizytę w Helsinkach, pokonując zalodzoną Zatokę Fińską z pomocą fińskich lodołamaczy.
W skład zespołu amerykańskiego wchodziły niszczyciele rakietowe: USS „John Rodgers” i „Kidd”, fregaty: USS „Jack Williams” i „Connole” i zbiornikowiec zaopatrzeniowy USS „Canisteo”. Wśród innych okrętów była belgijska fregata „Westhinder”.

### 1985

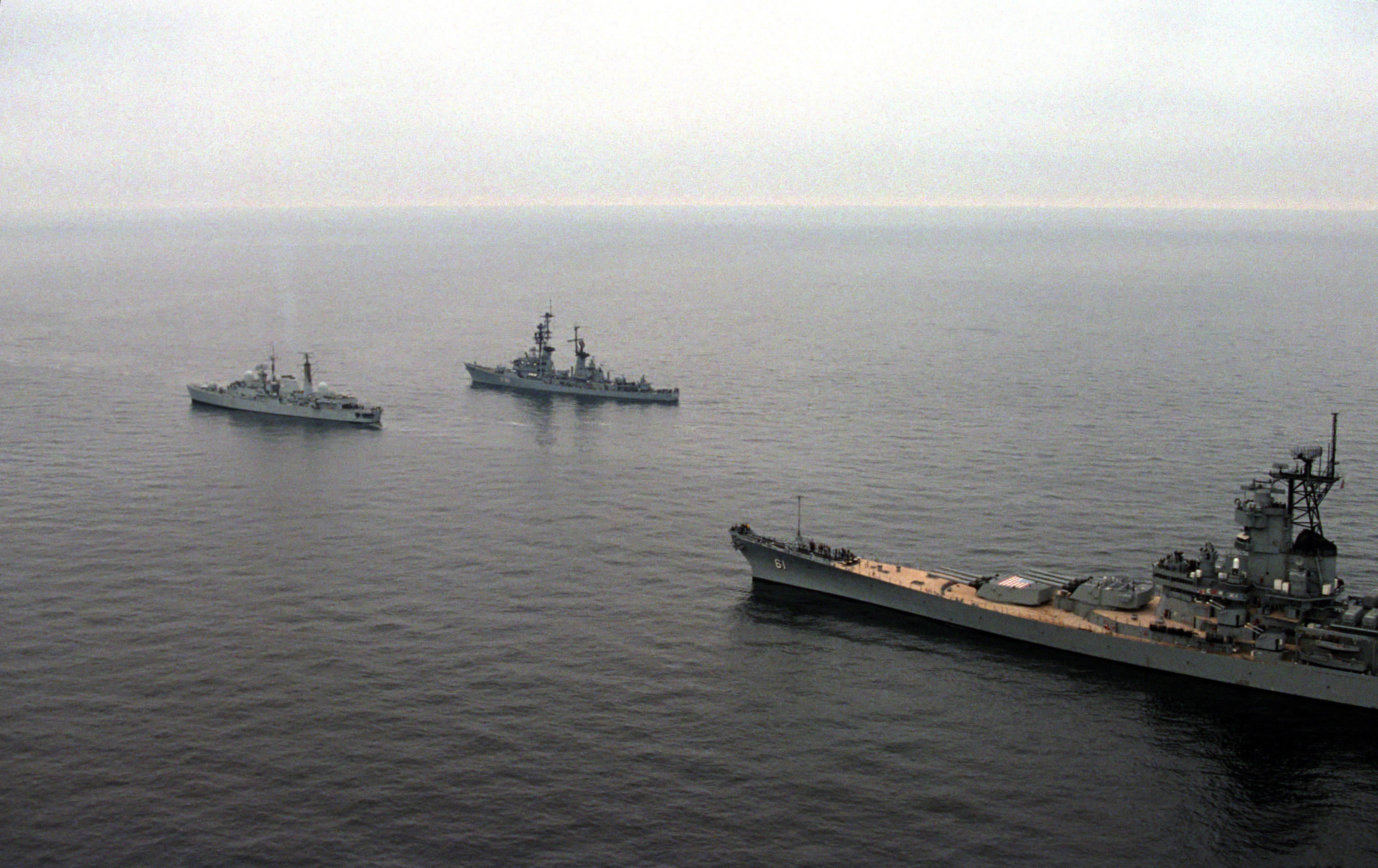
1985 rok – pancernik USS „Iowa” z niszczycielami „Liverpool” i „Mölders”

Ćwiczenia trwały od 12 października 1985 roku, w tym strzelania artyleryjskie miały miejsce 17 października. Głównodowodzącym był dowódca sił morskich USA w Europie admirał Lee Baggett, a dowódcą ćwiczącej grupy zadaniowej Task Group 100 komandor Michael Fitzgerald. Po raz pierwszy wdrożono w tym roku program wymiany personelu (Personnel Exchange Program) pomiędzy ćwiczącymi jednostkami różnych państw.
Większymi okrętami były: pancernik USS „Iowa” (jedyny raz pancernik w historii manewrów), krążownik rakietowy USS „Ticonderoga” (po raz pierwszy okręt tego typu), brytyjski niszczyciel rakietowy HMS „Liverpool” typu 42 i niemiecki „Mölders”. W ćwiczeniach brał też udział amerykański dywizjon samolotów patrolowych VP-10. Oprócz okrętów biorących udział w grupie ćwiczeniowej, do symulowania strony atakującej były wykorzystane także szybkie okręty patrolowe.
|                  |               | Lista okrętów |
| ---------------- | ------------- | --- |
| USA              | 6             | • pancernik USS „Iowa” (BB-61); • krążownik rakietowy USS „Ticonderoga” (CG-47); • fregaty rakietowe: USS „Aylwin” (FF-1081), „Pharris” (FF-1094) typu Knox, „Hallyburton” (FFG-40) typu O.H. Perry; • okręt zaopatrzeniowy USS „Merrimack” (AO-179) |
| Niemcy Zachodnie | 6             | • niszczyciel „Mölders” (D 186) typu Lütjens; • fregaty: „Rheinland-Pfalz” (F 209) typu 122, „Augsburg” (F 222) typu 120; • okręty zaopatrzeniowe/okręty-bazy: „Coburg” (A 1412), „Spessart” (A 1442), „Donau” (A 69)                                |
| Dania            | 4             | • fregaty: „Peder Skram” (F 352) typu Peder Skram; • korwety: „Niels Juel” (F 354), „Peter Tordenskiold” (F 356) typu Niels Juel; • okręt zaopatrzeniowy: „Rimfaxe” (A 568),                                                                         |
| Wielka Brytania  | 1             | • niszczyciel rakietowy HMS „Liverpool” (D92) typu 42 |
|                  | Uwagi/źródła: | |

### 1993

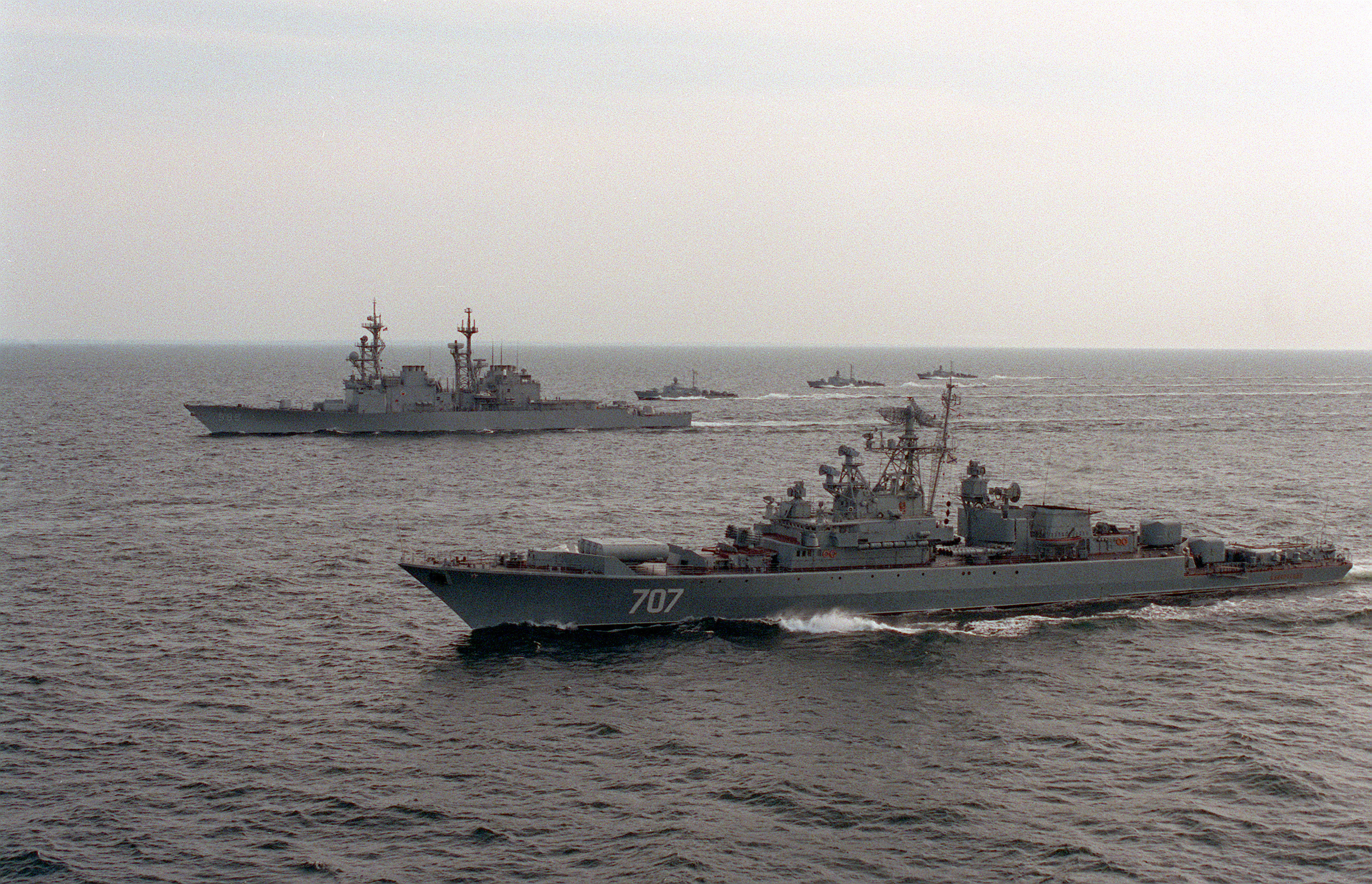
Rosyjska fregata „Bditielnyj” i amerykański niszczyciel „Deyo”, 1993 rok

Ćwiczenia odbyły się między 8 a 18 czerwca. Dowódcą był komandor W. Scott Slocum (dówódca DESRON 26). Były to pierwsze ćwiczenia, na których pierwszą fazę zaproszono państwa spoza NATO. Po raz pierwszy wzięła w nich udział Rosja i doszło do transferu załóg między amerykańskim niszczycielem USS „Deyo” i rosyjską fregatą „Bditielnyj” (proj. 1135). Polska wysłała tylko okręt ratowniczy ORP „Piast” i dwa śmigłowce ratownicze (Mi-14PS i W-3RM), które brały udział w ćwiczeniach ratowniczych na północ od latarni Czołpino, natomiast Litwa i Estonia wysłały jedynie obserwatorów.
W drugiej fazie NATO-wskiej brały udział USA, Niemcy i Dania. Po jej zakończeniu, 20 czerwca Gdynię odwiedził biorący udział w manewrach krążownik rakietowy USS „San Jacinto”, a następnie w dniach 25-27 czerwca zawinął tam z wizytą roboczą zespół holenderskich trałowców, w składzie okrętu hydrograficznego „Tydeman”, niszczyciela min i 6 trałowców.

### 1994
Ćwiczenia rozpoczęły się 7 czerwca wyjściem w morze 14 okrętów z Kilonii. Na morzu tego i następnego dnia dołączyły dalsze okręty (łącznie ponad 40). W trakcie manewrów między innymi miała miejsce próba ćwiczebnego zdobycia rosyjskiej fregaty „Nieustraszymyj” przez płetwonurków SEAL oraz pokaz szwedzkiego okrętu doświadczalnego „Smyge” w technologii stealth. 10 czerwca część okrętów zawinęła do Gdyni.
W manewrach brał udział między innymi krążownik rakietowy USS „Gettysburg” (typu Ticonderoga), dwa niszczyciele rakietowe, aż dziewięć fregat i trzy okręty podwodne. Niemcy wysłały najliczniejszy zespół 16 okrętów, w tym niszczyciel „Lütjens” i dwa okręty podwodne, a Holandia aż cztery fregaty i okręt podwodny. Oprócz sił NATO, w manewrach brały udział okręty z Polski, Szwecji, Rosji (fregata „Nieustraszymyj”), Finlandii i Litwy (korweta „Aukštaitis”). Polska wysłała po raz pierwszy okręt bojowy – korwetę „Kaszub”, okręt ratowniczy i lotnictwo.
W toku manewrów, do Gdyni zawinęło 16 okrętów zagranicznych z 10 państw. Był to największy zespół okrętów obcych bander, jaki odwiedził ten port po wojnie; przy czym pierwszy raz od II wojny światowej do Polski zawinęły niemieckie okręty podwodne. Po zakończeniu drugiej fazy manewrów, Gdynię odwiedził także amerykański krążownik rakietowy USS „Gettysburg”.
| Lista okrętów   | Lista okrętów                         | Lista okrętów |
| --------------- | ------------------------------------- | --- |
| USA             | 3                                     | krążownik USS „Gettysburg”* (CG-64) (typu Ticonderoga), niszczyciel USS „Hayler” (DD-997) (typu Spruance), fregata USS „Oliver Hazard Perry” (FFG-7)* (typu O.H. Perry) |
| Niemcy          | 16                                    | niszczyciel „Lütjens” (D185) (typu Lütjens), okręty podwodne U-16 i U-18 (typu 206); kutry rakietowe „Gepard”*, „Puma”*, „Hermelin”*, „Hyäne”* (typu 143A), „Pelikan”*, „Alk”*, „Weihe”*, „Pinguin”*, „Reiher”*, „Kranich”* (typu 148); okręty-bazy „Rhein”* (A513), „Werra”* (A514), zbiornikowiec „Walchensee”* (A1424) |
| Rosja           | 1                                     | fregata „Nieustraszymyj” (proj. 1154) |
| Holandia        | 6                                     | fregaty „Kortenaer” (F807), „Abraham Crijnssen”* (F816), „Pieter Florisz”* (F826) (typu Kortenaer), „Tjerk Hiddes”* (F830) (typu Karel Doorman); okręt podwodny „Zwaardvis”* (S806) (typu Zwaardvis); okręt zaopatrzeniowy „Zuiderkruis”* (A832)                                                                          |
| Wielka Brytania | 1                                     | fregata HMS „Active” (F171) (typu 21) |
| Belgia          | 1                                     | fregata „Wandelaar” (F913) (typu Wielingen) |
| Dania           | 2                                     | fregata patrolowa „Vædderen” (F349) (typu Thetis), korweta „Olfert Fischer”* (F355) (typu Niels Juel) |
| Szwecja         | 3                                     | korweta „Göteborg” (K21) (typu Göteborg); stawiacz min „Visborg”* (M03); okręt doświadczalny „Smyge”* |
| Litwa           | 1                                     | korweta „Aukštaitis” (F12) (proj. 1124M) |
| Polska          | 2                                     | korweta ORP „Kaszub” (240), okręt ratowniczy „Lech” (282) |
| Finlandia       | 1                                     | stawiacz min „Hämeenmaa”* (typu Hämeenmaa) |
| Norwegia        | 5                                     | kutry rakietowe „Skarv”, „Teist”, „Falk” (typu Hauk), „Snogg”, „Snar” (typu Snogg) |
| *               | – okręty, które nie zawinęły do Gdyni | – okręty, które nie zawinęły do Gdyni |

### 1995
W fazie międzynarodowej ćwiczeń wzięło udział 37 okrętów z 12 państw. Po raz pierwszy w manewrach uczestniczyły wszystkie państwa bałtyckie. Oprócz państw NATO, uczestniczyły w nich: Polska, Rosja, Irlandia, Łotwa, Litwa, Szwecja, Estonia. Manewry rozpoczęły się 6 czerwca w Aarhus i Olpenitz, a 10 czerwca 25 okrętów zawinęło do Gdyni, ponownie stanowiąc największy zespół odwiedzający ten port. Zespół międzynarodowy podzielony był na osobne zespoły ćwiczące zwalczanie min (okręty przeciwminowe z Polski, Niemiec, Estonii, Łotwy i Szwecji) oraz wykrywanie okrętów podwodnych. Symulowano blokadę morską Bornholmu; po raz pierwszy zespół międzynarodowy ćwiczył także w nocy. Po raz pierwszy też częścią ćwiczeń dowodził oficer byłego Układu Warszawskiego oraz brały w nich udział samoloty spoza NATO (polskie MiG-21) i okręt podwodny pochodzenia radzieckiego (polski ORP „Wilk”). Dowódcą całości ćwiczeń był kontradmirał Joseph Mobley. 12 czerwca okręty opuściły Gdynię i przystąpiły do fazy NATOwskiej ćwiczeń.
Największym okrętem był amerykański krążownik USS „Philippine Sea” typu Ticonderoga. W ćwiczeniach brał udział rosyjski niszczyciel rakietowy „Biespokojnyj” proj. 956A oraz przynajmniej siedem fregat różnych krajów, w tym dwie amerykańskie typu O.H. Perry. Polska wysłała większy, niż w poprzednim roku zespół siedmiu okrętów, w tym okręt podwodny ORP „Wilk”. Litwa wysłała korwetę „Žemaitis”, a Estonia i Łotwa pojedyncze trałowce. Przy okazji manewrów, amerykańskie okręty odwiedziły też Kłajpedę, Rygę i Bałtyjsk.
| Lista okrętów (niekompletna) | Lista okrętów (niekompletna) | Lista okrętów (niekompletna) |
| ---------------------------- | ---------------------------- | --- |
| USA                          |                              | krążownik USS „Philippine Sea” (CG-58), fregaty: USS „Clark”, „Taylor” (typu O.H. Perry), patrolowce „Typhoon” (PC-5) i „Scirocco” (PC-6) (typu Cyclone)                                                                |
| Rosja                        |                              | niszczyciel rakietowy „Biespokojnyj” (proj. 956A) |
| Holandia                     |                              | fregaty: „Willem van der Zaan”, „Van Galen” (typu Karel Doorman), „Philips van Almonde” i nieznana (typu Kortenaer) |
| Dania                        |                              | fregata patrolowa „Hvidbjørnen” (typu Thetis) |
| Niemcy                       |                              | okręt podwodny U-26 (typu 206A); kutry rakietowe typu 148; trałowce: „Medusa”, „Gefion” (typu Frauenlob), „Paderborn” (typu Lindau); okręt-baza „Main” (typu 404), zbiornikowiec zaopatrzeniowy „Walchensee” (typu 703) |
| Polska                       | 7                            | okręt podwodny ORP „Wilk”; okręty rakietowe: „Metalowiec”, „Hutnik” (proj. 1241RE); trałowce: „Mewa”, „Czajka”, „Flaming”, „Rybitwa” (proj. 206F)                                                                       |
| Szwecja                      |                              | korweta „Malmö” (typu Stockholm), stawiacz min „Carlskrona”, niszczyciel min „Ulvön” (typu Landsort) |
| Litwa                        |                              | korweta „Žemaitis” (proj. 1124) |
| Finlandia                    |                              | stawiacz min „Uusimaa” (typu Hämeenmaa) |
| Estonia                      |                              | trałowiec „Sulev” |
| Łotwa                        |                              | trałowiec „Imanta” (typu Kondor II) |
| Irlandia                     |                              | ? |

### 1996
W 1996 roku w manewrach wzięło udział 48 okrętów z 14 państw (rekordowa liczba do tej pory). Koncentracja nastąpiła 6 czerwca 1996 roku w portach Zatoki Kilońskiej (Eckernförde i Flensburgu), faza morska manewrów rozpoczęła się 10 czerwca, a podsumowanie pierwszej fazy nastąpiło w Karlskronie. Dowódcą ćwiczeń był kontradmirał Robert Williamson. Okręty podzielono na grupy wykonujące różne zadania taktyczne, między innymi grupa 1. zajmowała się wykrywaniem okrętów podwodnych, a grupa 4. lekkich okrętów uderzeniowych w składzie trzech polskich i sześciu niemieckich kutrów rakietowych, podzielona na dwie części, 13 czerwca broniła i atakowała fikcyjne państwo Greenland (Bornholm).
Większe okręty: krążownik rakietowy USS „Hué City” (CG-66) typu Ticonderoga, niszczyciele rakietowe USS „Spruance” (DD-963) i „Nastojcziwyj” proj. 956 (jedyny rosyjski okręt), fregaty „Van Amstel” i „Van Nes” typu Karel Doorman (Holandia), „Pieter Florisz” typu Kortenaer (Holandia) i HMS „Battleaxe” typu 22 (Wielka Brytania), okręt podwodny U-29 typu 206A (Niemcy), korwety „Žemaitis” i „Aukštaitis” (Litwa), kuter Straży Wybrzeża USCGC „Gallatin”.
Z Polski brało udział 10 okrętów (zespół najliczniejszy po niemieckim), w tym po raz pierwszy oczekiwany przez państwa zachodnie nowoczesny okręt podwodny ORP „Orzeł”, korweta OORP „Kaszub”, okręty rakietowe „Metalowiec”, „Grom”, „Piorun”, trałowce „Resko”, „Sarbsko”, „Necko”, „Nakło”, „Hańcza”, okręt ratowniczy „Lech”.

### 1997
W 1997 roku manewry odbywały się po raz 25, a wzięła w nich udział ponownie rekordowa liczba 53 okrętów z 13 państw. Ćwiczenia rozpoczęły się w Gdyni 13 czerwca, dokąd zawinęło 50 okrętów (pozostałe dwa do Gdańska, a jeden pozostał na redzie). 16 czerwca okręty wyszły w morze, podzielone na siedem grup bojowych, grupę okrętów podwodnych i grupę zabezpieczenia. Manewry rozgrywały się między Bornholmem a Zatoką Gdańską. 20 czerwca okręty zawinęły do Kilonii, gdzie miało miejsce zakończenie tej fazy 22 czerwca. Druga faza dla państw NATO miała miejsce między 23 a 27 czerwca. W manewrach brało też udział ponad 20 samolotów i około 15 śmigłowców bazowych. Dowódcą był amerykański kontradmirał James B. Hinkle.
Największymi okrętami były dwa amerykańskie krążowniki rakietowe typu Ticonderoga: USS „Anzio” i USS „Cape St. George”, a następnie rosyjski niszczyciel rakietowy „Biespokojnyj” proj. 956A. Niemcy wysłały 12 okrętów, w tym niszczyciel rakietowy „Rommel” i okręt podwodny U-16. Wśród pozostałych okrętów było pięć fregat, w tym brytyjska HMS „Iron Duke”. Polska wysłała drugi co do wielkości zespół 11 okrętów, w tym okręt podwodny ORP „Orzeł”.
| Lista okrętów (52 z 53) | Lista okrętów (52 z 53) | Lista okrętów (52 z 53) |
| ----------------------- | ----------------------- | --- |
| USA                     | 5                       | krążowniki rakietowe: USS „Anzio” (CG-68), USS „Cape St. George” (CG-71) (typu Ticonderoga), fregata USS „Estocin” (FFG-15) (typu O.H. Perry), kuter Straży Przybrzeżnej „Legare” (typu Famous), kuter patrolowy „Thunderbolt”                                                                                      |
| Niemcy                  | 12                      | niszczyciel rakietowy „Rommel” (typu Lütjens), okręt podwodny U-16 (typu 206A), kutry rakietowe: „Geier”, „Falke”, „Greif”, „Speerber”, „Seeadler” (typu 143), trałowce: „Lindau” (typu Lindau), „Passau” (typu Hameln), niszczyciel min „Dillingen” (typu Frankenthal), okręty zaopatrzeniowe „Donau”, „Westensee” |
| Rosja                   | 1                       | niszczyciel rakietowy „Biespokojnyj” (proj. 956A) |
| Wielka Brytania         | 5                       | fregata HMS „Iron Duke” (typu 23); niszczyciele min: „Ledbury” (typu Brecon), „Walney”, „Cromer” (typu Sandown); okręt zaopatrzeniowy RFA „Orangeleaf” (typu Leaf) |
| Holandia                | 2                       | fregaty: „De Ruyter” (typu Tromp), „Jan van Brakel” (typu Kortenaer) |
| Dania                   | 4                       | fregata patrolowa „Hvidbjørnen” (typu Thetis); korweta „Olfert Fischer” (typu Niels Juel); kutry wielozadaniowe „Hajen”, „Støren” (typu Flyvefisken) |
| Polska                  | 11                      | okręt podwodny ORP „Orzeł”; korweta ORP „Kaszub”; okręty rakietowe: „Rolnik”, „Hutnik” (proj. 1241RE), „Grom”, „Piorun” (proj. 660); trałowce: „Bukowo”, „Drużno”, „Hańcza”, „Nakło” (proj. 207); okręt ratowniczy „Lech”                                                                                           |
| Szwecja                 | 5                       | korweta „Sundsvall” (typu Göteborg); kutry rakietowe: „Varberg”, „Piteaa”, „Stromstad” (typu Norrköping); okręt badawczy „Ocean Surveyor” |
| Litwa                   | 1                       | korweta „Žemaitis” (proj. 1124) |
| Finlandia               | 1                       | kuter rakietowy „Porvoo” (typu Rauma) |
| Estonia                 | 2                       | trałowiec „Sulev” (typu Kondor II); patrolowiec straży granicznej „Kou” |
| Łotwa                   | 2                       | trałowiec „Viesturs” (typu Kondor); patrolowiec straży granicznej „Zibens” (typu Osa I) |
| Norwegia                | 1                       | niszczyciel min „Måløy” (typu Oksøy) |

### 1998
W czerwcu 1998 roku miały miejsce 26. manewry Baltops. W pierwszej fazie manewrów wzięło udział 49 okrętów z 13 krajów, w tym 12 polskich (największy zespół narodowy), a także samoloty i śmigłowce z sześciu krajów. Koncentracja nastąpiła 4-5 czerwca w Gdyni, dokąd weszły 33 okręty zagraniczne. Po fazie portowej, 8 czerwca okręty wyszły w morze, a 12 czerwca miało miejsce podsumowanie pierwszej fazy w Rostocku. Na morzu dołączyły jeszcze cztery okręty („Kalev”, „Imanta”, „Žemaitis”, U-28). Dowódcą ćwiczeń był kadm. William Copeland jr.
Druga faza miała miejsce między 15 a 19 czerwca; oprócz państw spoza NATO nie wzięły w niej udziału okręty Norwegii, natomiast dołączyły duńskie kutry rakietowe „Sehested” i „Suenson” i zaopatrzeniowiec „Skinfaxe” oraz niemiecki niszczyciel min „Dillingen”. Druga faza zakończyła się 20 lipca 1998 roku w Kilonii.
Wybrane większe okręty ćwiczeń: krążownik rakietowy USS „Vella Gulf” (USA), niszczyciel rakietowy „Mölders” typu Lütjens (Niemcy), fregaty: USS „Halyburton” typu O.H. Perry (USA) i „Tromp” typu Tromp (Holandia), okręty podwodne ORP „Orzeł” i U-28 typu 206A (Niemcy). Oprócz okrętów wojennych, ze strony amerykańskiej uczestniczył kuter Straży Przybrzeżnej „Tahoma” typu Famous. Litwa wysłała obie swoje korwety „Aukštaitis” i „Žemaitis”, Estonia m.in. dwa trałowce, a Łotwa jeden. Oprócz okrętów polskich uczestniczących w manewrach, w czasie ćwiczeń artyleryjskich tarcze holował polski holownik H-6.
|                 |        | Lista okrętów |
| --------------- | ------ | --- |
| USA             | 3      | • krążownik rakietowy USS „Vella Gulf” (CG-72); • fregata USS „Halyburton” (FFG-40) typu O.H. Perry; • kuter Straży Przybrzeżnej „Tahoma” (WMEC-908) typu Famous |
| Niemcy          | 9      | • niszczyciel rakietowy „Mölders” (D186) typu Lütjens; • okręt podwodny U-28 (S177) typu 206A; • kutry rakietowe: „Falke” (P6112) typu 143, „Hermelin” (P6123) typu 143A; • niszczyciel min „Dillingen” (M1065) typu Frankenthal (tylko w II części), trałowiec „Überherrn” (M1095) typu Hameln; • zbiornikowce zaopatrzeniowe: „Walchensee” (A1424), „Spessart” (A1442), „Ammersee” (A1425) |
| Holandia        | 2      | • fregata rakietowa „Tromp” (F801) typu Tromp; • okręt zaopatrzeniowy „Zuiderkruis” (A832) |
| Dania           | 7      | • fregata patrolowa „Hvidbjørnen” (F360) typu Thetis; • korweta „Olfert Fischer” (F355) typu Niels Juel; • kutry wielozadaniowe: „Havkatten” (P552), „Støren” (P555) typu Flyvefisken; • kutry rakietowe „Sehested” (P547) i „Suenson” (P548) typu Willemoes (tylko w II części); • zaopatrzeniowiec „Skinfaxe” (A569) (tylko w II części)                                                   |
| Polska          | 12     | • okręt podwodny ORP „Orzeł” (291); • korweta ORP „Kaszub” (240); • okręty rakietowe: „Rolnik” (437) proj. 1241RE, „Grom” (423), „Piorun” (422) proj. 660; • trałowce: „Gardno” (631), „Mielno” (635), „Hańcza” (642), „Wicko” (636) proj. 207; • okręt transportowo-minowy „Toruń” (825); • okręt rozpoznawczy „Hydrograf” (263), okręt ratowniczy „Piast” (281)                            |
| Szwecja         | 5      | • okręt podwodny „Hälsigland” (typu Västergötland); • kutry rakietowe: „Kaparen” (P159), „Väktaren” (P160), „Tirfing” (P166) typu Hugin; • okręt zaopatrzeniowy „Trossö” (A264) |
| Francja         | 2      | • korwety „Amyot d'Inville” (F782), „Jean Moulin” (F785) typu A69 |
| Litwa           | 2      | • korwety „Aukštaitis” (F12) i „Žemaitis” (F11) proj. 1124 |
| Norwegia        | 4      | • kutry rakietowe „Terne” (P988), „Lorn” (P993), „Gribb” (P997), „Erle” (P999) typu Hauk |
| Finlandia       | 1      | • kuter rakietowy „Oulu” (62) typu Helsinki |
| Estonia         | 3      | • trałowce „Olev” (M415) i „Kalev” (M414) typu Frauenlob; • patrolowiec straży granicznej „Kou” (107) |
| Łotwa           | 2      | • trałowiec „Imanta” (M-02) typu Kondor II ; • patrolowiec straży granicznej „Zibens” (P-01) typu Osa I |
| Wielka Brytania | 1      | • niszczyciel min „Atherstone” (M38) typu Hunt |
| Uwagi:          | źródła | źródła |

### 1999
Ćwiczenia odbywały się od 2 do 14 czerwca, a brały w nich udział ogółem 53 okręty, 16 samolotów i 14 śmigłowców z 12 krajów. Gospodarzem była Dania i rozpoczęły się w Aarhus, które okręty opuściły 6 czerwca. Okręty utworzyły połączony zespół operacyjny CTG 100.1 (Combined Task Group), podzielony na siedem grup. Pierwsza faza zakończyła się w piątek 11 czerwca w Gdyni, dokąd zawinęło 48 jednostek (w tym 13 polskich), po czym okręty opuściły Gdynię 13–14 czerwca. Ćwiczenia zakończyły się w Kilonii.
Były to pierwsze ćwiczenia po przystąpieniu Polski do NATO w marcu tego roku. W manewrach brało udział 13 okrętów Marynarki Wojennej, co stanowiło najliczniejszy zespół. Między innymi, „Gniezno” stawiał ćwiczebne miny, poszukiwane później przez trałowce. Rosja zbojkotowała manewry w proteście przeciw nalotom NATO na Jugosławię.
Największymi okrętami były krążowniki rakietowe: USS „Vicksburg” i „Hué City”, z których pierwszy był okrętem flagowym zespołu. Innymi większymi okrętami bojowymi były dwa niszczyciele rakietowe („Latouche-Tréville” i HMS „Cardiff”), dwie fregaty („Bremen” i  „Thetis”), dziewięć korwet i trzy okręty podwodne.
|                 | | Lista okrętów |
| --------------- | --- | --- |
| USA             | 2 | • krążowniki rakietowe: USS „Hué City” (CG-66) i USS „Vicksburg” (CG-69) (typu Ticonderoga) |
| Niemcy          | 10 | • fregata rakietowa „Bremen” (F 207) typu 122; • okręt podwodny U-23 (S 172) typu 206A; • kutry rakietowe: S-46 „Fuchs” (P 6146), S-57 „Weihe” (P 6157) typu 148; • trałowiec „Düren” (M 1079) typu Lindau z dwoma kutrami trałowymi „Seehund 3” i „Seehund 5” systemu Troika; • okręty zaopatrzeniowe bazy: „Glücksburg” (A 1414), „Rhön” (A 1443), „Walchensee” (A 1424) |
| Dania           | 5 | • fregata patrolowa „Thetis” (F 357) typu Thetis; • korweta „Peter Tordenskiold” (F 356) typu Niels Juel; • kutry wielozadaniowe: „Havkatten” (P 552), „Støren” (P 555), „Lommen” (P 559) typu Flyvefisken |
| Francja         | 2 | • niszczyciel „Latouche-Tréville” (D 646), • korweta „Drogou” (F 783) typu A69 |
| Wielka Brytania | 1 | • niszczyciel HMS „Cardiff” (D 108) typu 42 |
| Polska          | 13 | • okręt podwodny ORP „Dzik” (293); • korweta ORP „Kaszub” (240); • kutry rakietowe: „Górnik” (434) proj. 1241RE, „Grom” (423), „Piorun” (422) proj. 660; • trałowce: „Resko” (637), „Sarbsko” (638), „Drużno” (641), „Mamry” (643), „Wigry” (644), „Śniardwy” (635) proj. 207; • okręt transportowo-minowy „Gniezno” (822), okręt rozpoznawczy „Nawigator” (262)           |
| Szwecja         | 9 | • okręt podwodny „Södermanland” (typu Västergötland; • korwety: „Stockholm” (K 11) typu Stockholm, „Göteborg” (K 21), „Kalmar” (K 23), „Sundsvall” (K 24) typu Göteborg; • kutry rakietowe: „Snapphanen” (P 161), „Styrbjörn” (P 163), „Starkodder” (P 164) typu Hugin; • stawiacz min „Visborg” (M 03)                                                                    |
| Litwa           | 2 | • korwety „Aukštaitis” (F 12) i „Žemaitis” (F 11) proj. 1124 |
| Finlandia       | 2 | • kuter rakietowy „Rauma” (70) typu Rauma; • stawiacz min „Uusimaa” (05) typu Hämeenmaa |
| Estonia         | 2 | • trałowiec „Kalev” (M 414) typu Frauenlob; • patrolowiec straży granicznej „Kou” (107) |
| Łotwa           | 2 | • trałowiec „Viesturs” (M 01) typu Kondor II; • patrolowiec „Bulta” (P 04) typu Storm |
| Holandia        | | ? |
| Uwagi:          | • lista może być niepełna – obejmuje 50 z 53 okrętów • „Peter Tordenskiold” i „Žemaitis” nie zawinęły do Gdyni źródła | • lista może być niepełna – obejmuje 50 z 53 okrętów • „Peter Tordenskiold” i „Žemaitis” nie zawinęły do Gdyni źródła |

### 2000
Ćwiczenia rozpoczęły się fazą portową w Sztokholmie. Faza morska ćwiczeń trwała od 6 do 16 czerwca, a zakończyła się w Kilonii. Brało w nich udział 49 okrętów z 11 państw. Okręty zostały zorganizowane w cztery grupy taktyczne, podzielone na dziewięć mniejszych zespołów.
Wybrane większe okręty: niszczyciel USS „Ross” typu Arleigh Burke (USA), fregata HMS „Sheffield” (Wielka Brytania), korweta „Second-Maître Le Bihan” typu A69 (Francja).
Z polskich okrętów wzięły udział: korweta ORP „Kaszub”, zbiornikowiec ORP „Bałtyk”, okręty rakietowe „Orkan”, „Górnik”, „Rolnik”, niszczyciel min ORP „Mewa” (po raz pierwszy w tym charakterze) i trałowce „Gopło” i „Śniardwy”. Dowódcą drugiego zespołu sił trałowo-minowych został kmdr por. Andrzej Karweta.

### 2002
Ćwiczenia rozpoczęły się fazą portową w Gdyni, dokąd okręty przybywały między 4 a 9 czerwca (większość 7 czerwca). Uczestniczyły w nich okręty z 10 państw (Danii, Estonii, Litwy, Łotwy, Niemiec, Polski, Rosji, Szwecji, USA, Wielkiej Brytanii), w połowie spoza NATO, a nadto Francja wysłała samolot. Ogółem brało udział 40 okrętów, z czego do Gdyni zawinęły 33 okręty zagraniczne. Faza morska trwała od 11 do 20 czerwca, podczas której do 16 czerwca ćwiczono poszczególne elementy, skupiające się m.in. na działaniach wspierania pokoju, zwalczaniu okrętów podwodnych, operacjach embarga i ratownictwa. Od 16 czerwca przeprowadzono wspólną fazę ćwiczeń w charakterze sił pokojowych ONZ, zgodnie ze scenariuszem działań w konflikcie między fikcyjnymi państwami: Middlandią i wyspami Blulandią i Lublandią. Podsumowanie ćwiczeń nastąpiło w dniach 21–24 czerwca w Kilonii.
Większymi okrętami bojowymi uczestniczącymi w ćwiczeniach były dwa amerykańskie krążowniki rakietowe: USS „Anzio” (CG-68) i USS „Cape St. George” (CG-71), a następnie fregaty: polska „Gen. K. Pułaski”, rosyjska „Nieustraszymyj”, brytyjska HMS „Chatham” i duńska „Hvidbjørnen”. Na morzu dołączyły trzy amerykańskie duże okręty transportu strategicznego: „Sgt. Matej Kocak”, „Maj. Stephen W. Pless” i „2nd Lt. John P. Bobo”. W ćwiczeniach uczestniczyły też ogółem cztery okręty podwodne.
| Lista okrętów   | Lista okrętów | Lista okrętów |
| --------------- | ------------- | --- |
| USA             | 5             | • krążowniki rakietowe: „Anzio” (CG-68), „Cape St. George” (CG-71) typu Ticonderoga, • transportowce „Sgt. Matej Kocak” (T-AK-3005), „Maj. Stephen W. Pless” (T-AK-3007), „2nd Lt. John P. Bobo” (T-AK-3008), • samoloty: 4 patrolowe P-3C Orion |
| Dania           | 5             | • fregata patrolowa „Hvidbjørnen” (F360) typu Thetis, korweta „Niels Juel” (F354) typu Niels Juel, • okręt podwodny „Kronborg” (S325) typu Näcken, • kutry wielozadaniowe: „Havkatten” (P552), „Gribben” (P558) typu Flyvefisken |
| Estonia         | 2             | • okręt dowodzenia „Admiral Pitka” (A230), • niszczyciel min „Sulev” (M312) typu Lindau |
| Francja         | 0             | • samolot Breguet Atlantic |
| Litwa           | 2             | • korweta „Žemaitis” (F11) proj. 1124, • niszczyciel min „Sūduvis” (M52) typu Lindau |
| Łotwa           | 2             | • niszczyciel min „Nemejs” (M03) typu Lindau, • patrolowiec „Lode” (P02) typu Storm |
| Niemcy          | 10            | • okręt podwodny U-28 (S177) typu 206A; • kutry rakietowe: „Nerz” (P6124), „Ozelot” (P6128) typu 143A, „Fuchs” (P6146), „Löwe” (P6148), „Dommel” (P6156) typu 148; • niszczyciel min „Bad Rappenau” (M1067); • okręt-baza „Elbe” (A511), zbiornkowce zaopatrzeniowe: „Tegernsee” (A1426), „Westensee” (A1427), • samoloty: 2 Tornado, 1 Breguet Atlantic, 1 śmigłowiec Sea King |
| Polska          | 4             | • fregata „Gen. K. Pułaski” (272), • okręt podwodny ORP „Orzeł” (291); • trałowce: „Wigry” (644), „Śniardwy” (645) proj. 207M, • samoloty: 2 MiG-21bis, śmigłowce: 2 Mi-14PŁ, 1 W-3RM Anakonda |
| Rosja           | 1             | • fregata „Nieustraszymyj” (712), • 4 śmigłowce |
| Szwecja         | 5             | • okręt podwodny „Uppland” typu Gotland; • kutry rakietowe: „Kaparen” (P159), „Spejaren” (P162), „Tordön” (P165); • okręt zaopatrzeniowy „Trossö” (A264), • samoloty: 2 JAS-39 Gripen, 1 patrolowy CASA C-212 |
| Wielka Brytania | 4             | • fregata HMS „Chatham” (F87) typu 22, • niszczyciele min: „Atherstone” (M38), „Pembroke” (M107), „Ramsey” (M110) |
| Uwagi:          | źródło:       | źródło: |

### 2003

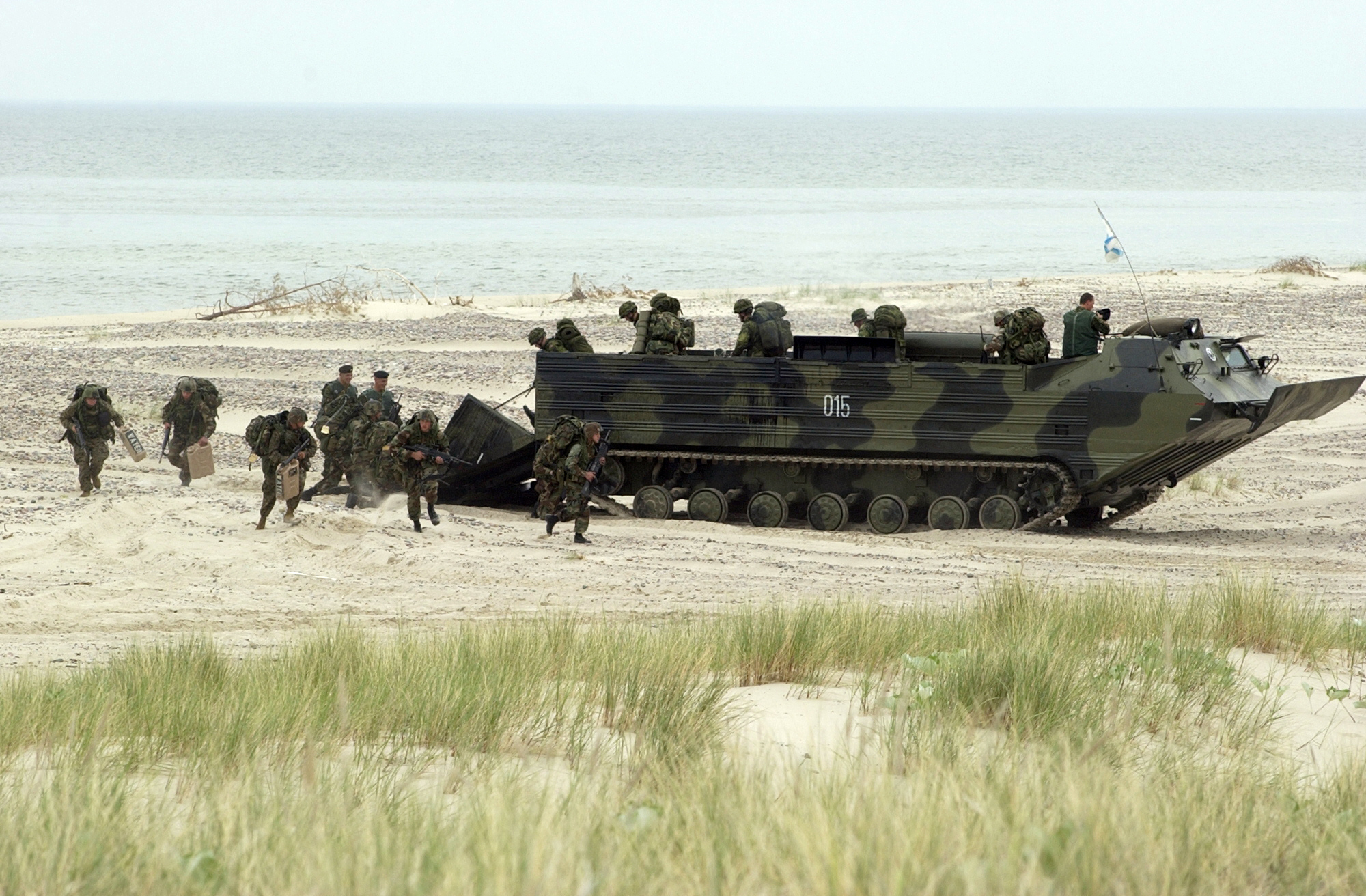
Desant Marines w Ustce z rosyjskiego transportera PTS-2, 2003 rok.

Ćwiczenia odbywały się od 7 do 20 czerwca, wzięło w nich udział 35 okrętów i lotnictwo. Rozpoczęły się w Gdyni, do której 5-6 czerwca zawinęło 30 okrętów zagranicznych. Okręty wyszły z portu na fazę morską ćwiczeń 9 czerwca. Nowym elementem był ćwiczebny desant sił pokojowych na poligonie w Ustce 11 czerwca, z polskiego i rosyjskiego okrętu desantowego, w wykonaniu piechoty morskiej Rosji, USA, Danii i Litwy, z udziałem siedmiu rosyjskich transporterów BTR-80 i dwóch PTS-2. Podsumowanie ćwiczeń nastąpiło w Kilonii.
| Lista okrętów   | Lista okrętów | Lista okrętów |
| --------------- | ------------- | --- |
| USA             | 2             | krążownik rakietowy USS „Vella Gulf”, niszczyciel USS „Ross” (DDG-71) (typu Arleigh Burke)                                                                                          |
| Rosja           | 2             | niszczyciel rakietowy „Nastojcziwyj” (proj. 956); okręt desantowy „Kaliningrad” (proj. 775/II)                                                                                      |
| Niemcy          | 8             | fregaty: „Karlsruhe”, „Lübeck” (typu 122); okręt podwodny U-29 (typu 206A); kutry rakietowe: „Geier”, „Frettchen”, „Dachs” typu 148; okręty zaopatrzeniowe: „Ammersee”, „Westensee” |
| Polska          | 5             | fregata ORP „Gen. T. Kościuszko”; okręt podwodny ORP „Sęp”; trałowce: „Wigry”, „Śniardwy” (proj. 207); okręt transportowo-minowy „Gniezno”                                          |
| Wielka Brytania | 1             | fregata HMS „Somerset” (typu 23) |
| Dania           | 3             | fregata patrolowa „Thetis” (typu Thetis); korweta „Peter Tordenskiold” typu Niels Juel, transportowiec „Sleipner”                                                                   |
| Szwecja         | 5             | okręt podwodny „Hälsingland” (typu Västergötland); kutry rakietowe: „Norrköping”, „Piteå”, „Ystad” (typu Norrköping); okręt zaopatrzeniowy „Trosso”                                 |
| Litwa           | 3             | korweta „Aukštaitis” (proj. 1124), niszczyciel min „Kuršis” (typu Lindau), okręt pomocniczy „Vetra”                                                                                 |
| Francja         | 1             | korweta „Premier-Maître L'Her” (typu A69) |
| Finlandia       | 2             | kutry rakietowe „Oulu”, „Raahe” |
| Łotwa           | 2             | niszczyciel min „Nemejs” (typu Lindau), patrolowiec „Lode” |
| Estonia         | 1             | niszczyciel min „Wambola” (typu Lindau) |

### 2004
W 2004 roku ponownie okręty uczestniczące w ćwiczeniach zawinęły do portu wojennego w Gdyni, lecz z powodu wzmożonych rygorów bezpieczeństwa po raz pierwszy nie zostały udostępnione publicznie.
Wybrane większe okręty: krążownik rakietowy USS „San Jacinto” (USA), niszczyciel USS „Oskar Austin” typu Arleigh Burke (USA), fregata „Trondheim” (Norwegia), fregata „Van Nes” (Holandia), fregata „Nieustraszymyj” (Rosja), okręt zaopatrzeniowy „Berlin” (Niemcy).

### 2005
Podczas manewrów BALTOPS w 2005 roku po raz trzeci doszło 13 czerwca do ćwiczebnego desantu na poligonie w Ustce, w wykonaniu amerykańskiego okrętu desantowego USS „Tortuga” (typu Whidbey Island) z trzema poduszkowcami desantowymi LCAC, rosyjskiego „Kaliningrad” i polskiego ORP „Poznań”.

### 2006
Ćwiczenia odbywały się od 2 do 17 czerwca, wzięło w nich udział 19 okrętów i 28 statków powietrznych z dziewięciu państw. Pierwsza faza portowa odbyła się w Szwecji, wstępna faza morska rozpoczęła się 5 czerwca, główna faza morska 12 czerwca, a 17 czerwca miało miejsce podsumowanie ćwiczeń w Kilonii. Po raz pierwszy od kilku lat główną bazą nie była Gdynia. Główna faza ćwiczeń stanowiła fikcyjną operację pokojową. Dowódcą ćwiczenia był kadm. Joseph F. Kilkenny (US Navy), a zastępcą kmdr Jerzy Patz (MW).
Wybrane większe okręty: krążownik rakietowy USS „Vella Gulf” (USA), niszczyciel rakietowy HMS „Edinburgh” (Wielka Brytania), fregaty: „Hessen” (Niemcy), „Nieustraszymyj” (Rosja).
| Lista okrętów   | Lista okrętów                                                      | Lista okrętów |
| --------------- | ------------------------------------------------------------------ | --- |
| Dania           | 2                                                                  | • fregata patrolowa „Thetis” (F357) (typu Thetis); • korweta „Olfert Fischer” (F355) (typu Niels Juel), 4 samoloty F-16                                                                               |
| Francja         | 1                                                                  | • niszczyciel min „Persée” (M649) (typu Eridan) |
| Łotwa           | 1                                                                  | • okręt patrolowy „Linga” (P03) |
| Niemcy          | 4                                                                  | • fregata: „Hessen” (F221) (typu 124); • okręt podwodny U-22 (S171) (typu 206); • niszczyciel min: „Weilheim” (M1059); • zbiornikowiec zaopatrzeniowy: „Spessart” (A1442), 2 samoloty Panavia Tornado |
| Polska          | 2                                                                  | • korweta ORP „Kaszub”; • okręt podwodny ORP „Sokół”, 2 śmigłowce Mi-14PŁ |
| Rosja           | 1                                                                  | • fregata „Nieustraszymyj”, 3 śmigłowce Ka-27, 2 samoloty Su-24, samolot Ił-38 |
| Szwecja         | 3                                                                  | • stawiacz min „Visborg” (M03); • niszczyciele min: „Landsort” (M71), „Arholma” (M72); 8 samolotów Saab JAS 39 Gripen, 2 samoloty Saab SK 60, 1 śmigłowiec Boeing KV-107                              |
| USA             | 2                                                                  | • krążownik rakietowy USS „Vella Gulf” (CG-72), • fregata USS „Robert G. Bradley” (FFG-49) (typu O.H. Perry)                                                                                          |
| Wielka Brytania | 1                                                                  | • niszczyciel HMS „Edinburgh” (D97) (typu 42), 1 śmigłowiec Westland Lynx |
| Uwagi:          | Lista niekompletna (17 z 19 okrętów biorących udział w ćwiczeniach | Lista niekompletna (17 z 19 okrętów biorących udział w ćwiczeniach |

### 2007
Ćwiczenia rozpoczęły się 1 czerwca fazą portową w Aarhus w Danii. Wzięło w nich udział 30 okrętów i 12 samolotów i śmigłowców z dziesięciu państw (Danii, Francji, Holandii, Łotwy, Niemiec, Polski, Rosji, USA, Szwecji, Wielkiej Brytanii), w tym Stały Zespół Przeciwminowy NATO SNMCMG-1. Ćwiczenia na morzu w rejonie Bornholmu i cieśnin bałtyckich trwały od 4 do 14 czerwca, a zakończenie ćwiczeń nastąpiło w Kilonii. Wśród większych okrętów był amerykański niszczyciel USS „Mahan”. Z polskich okrętów udział brał okręt podwodny „Kondor” i trałowce „Wigry” i „Śniardwy” oraz śmigłowce Mi-14PŁ i SH-2G.
Przed manewrami BALTOPS, między 14 a 25 maja u polskiego wybrzeża Bałtyku odbyły się większe ćwiczenia IX zmiany Sił Odpowiedzi NATO (NRF) Noble Mariner 07, w których wzięło udział ponad 80 okrętów i 70 samolotów i śmigłowców, w tym brytyjskie lotniskowce HMS „Ark Royal” i „Illustrious” i niszczyciel USS „Mahan”.

### 2008
Faza portowa rozpoczynająca ćwiczenia odbyła się w Gdyni, dokąd okręty zawijały między 5 a 8 czerwca 2008 roku. Faza morska rozpoczęła się 9 czerwca. Ćwiczenia zakończyły się po dwóch tygodniach w Kilonii.
Wybrane większe okręty: krążownik rakietowy USS „Gettysburg” (USA), niszczyciel rakietowy USS „Cole” (USA), fregaty: „Bayern” (Niemcy), „Nieustraszymyj” (Rosja).
| Lista okrętów | Lista okrętów                                                                 | Lista okrętów |
| ------------- | ----------------------------------------------------------------------------- | --- |
| USA           | 3                                                                             | • krążownik rakietowy USS „Gettysburg” (CG-64) typu Ticonderoga, • niszczyciel rakietowy USS „Cole” (DDG-67), • zbiornikowiec zaopatrzeniowey USNS „Patuxent” (T-AO-201)                          |
| Dania         | 2                                                                             | • korweta „Olfert Fischer” (F 355) typu Niels Juel; • kuter wielozadaniowy „Viben” (P 562) typu Flyvefisken                                                                                       |
| Finlandia     | 2                                                                             | • kutry rakietowe: „Raahe” (71), „Naantali” (73) |
| Francja       | 3                                                                             | • niszczyciele min „Eridan” (M 641), „Croix du Sud” (M 646) typu Eridan; • okręt-baza „Loire” (A 615)                                                                                             |
| Holandia      | 6                                                                             | • niszczyciele min: „Maasluis” (M 856), „Makkum” (M 857), „Vlaardingen” (M 863), „Willemstad” (M 864) typu Alkmaar; • okręt-baza „Mercuur” (A 900); • okręt szkolny „Van Kinsbergen” (A 902)      |
| Litwa         | 1                                                                             | • okręt dowodzenia „Jotvingis” (N 42) |
| Łotwa         | 1                                                                             | • niszczyciel min „Viesturs” (M-05) |
| Niemcy        | 6                                                                             | • fregata: „Bayern” (F 217) typu 123; • okręt podwodny U-15 (S 194) typu 206; • okręt przeciwminowy „Ensdorf” (M 1094); • kutry rakietowe: „Puma”, „Hyäne” typu 143A; • okręt-baza „Elbe” (A 511) |
| Polska        |                                                                               | ? |
| Rosja         | 2                                                                             | • fregata „Nieustraszymyj”; • okręt desantowy „Kaliningrad” |
| Szwecja       | 1                                                                             | • niszczyciel min „Skaftö” (M 13) |
| Uwagi:        | Lista obejmuje okręty zagraniczne w polskich portach i może nie być kompletna | Lista obejmuje okręty zagraniczne w polskich portach i może nie być kompletna |

### 2009
Ćwiczenia rozpoczęły się 8 czerwca fazą portową w Karlskronie w Szwecji i zakończyły 18 czerwca w Kilonii. Wzięło w nich udział 40 okrętów i 10 samolotów oraz jednostki brzegowe z 12 państw (Danii, Estonii, Finlandii. Francji, Holandii, Litwy, Łotwy, Niemiec, Polski, Szwecji, USA, Wielkiej Brytanii). Z polskich okrętów udział  brał okręt podwodny „Sęp” i trałowce „Jamno”, „Hańcza” i „Mamry”.

### 2010

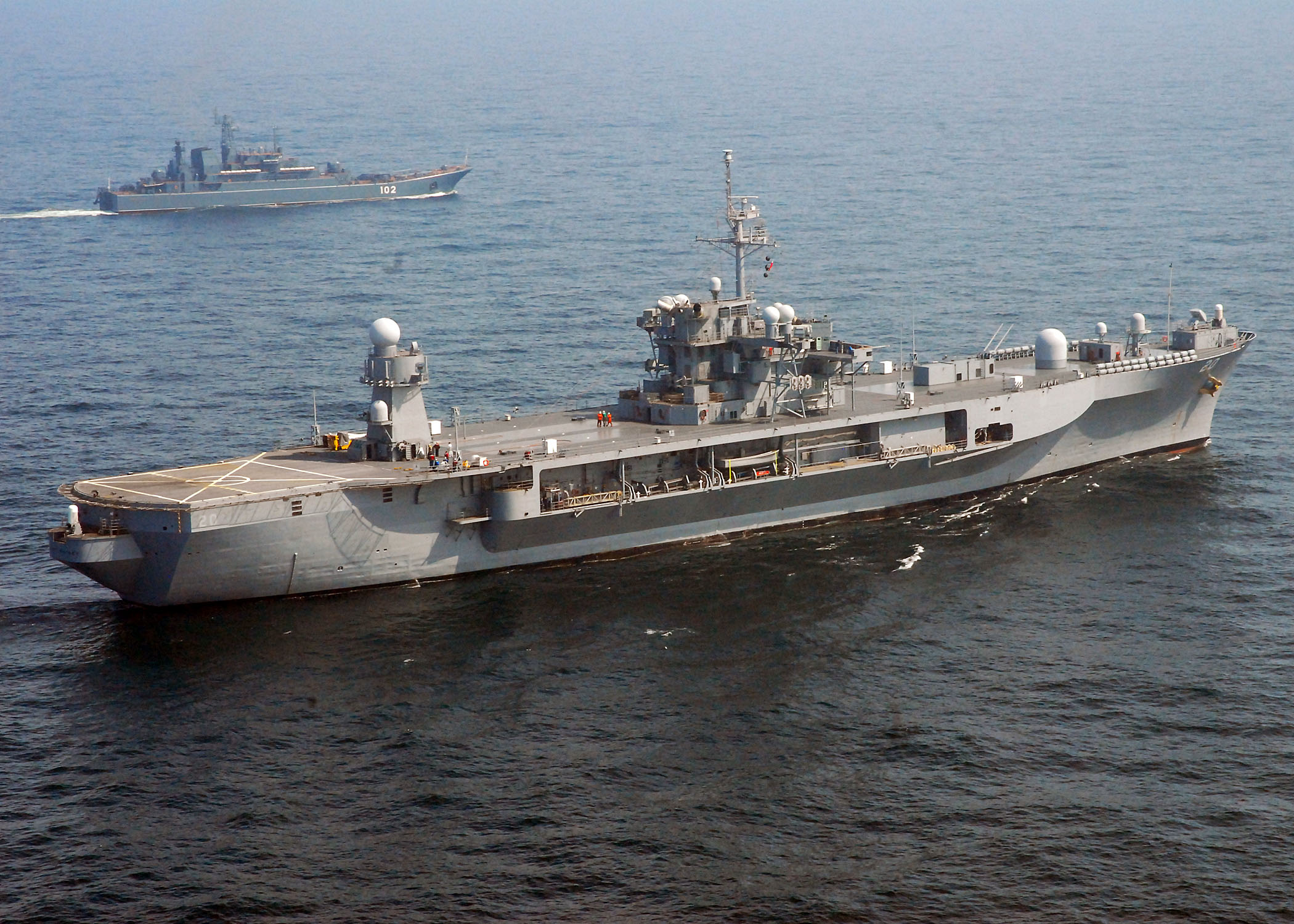
USS „Mount Whitney” i „Kaliningrad”, 2010 rok

Ćwiczenia trwały od 5 do 20 czerwca, w tym faza na morzu od 7 czerwca, a ich gospodarzem była Polska. 4 czerwca do portu wojennego i portu handlowego w Gdyni według planu miały zawinąć 32 okręty z 11 państw: Danii, Estonii, Francji, Litwy, Łotwy, Niemiec, Polski, Rosji, Stanów Zjednoczonych, Szwecji i Wielkiej Brytanii, natomiast siły Belgii, Finlandii i Holandii wystawiły zespoły sztabowe i brzegowe. Według innych informacji, do Gdyni weszło ostatecznie 19 jednostek. Dowódcą ćwiczeń był brytyjski kontradmirał Ian Corder. W ćwiczeniach wziął udział m.in. stały zespół przeciwminowy NATO SNMCMG1 z okrętem dowodzenia ORP „Kontradmirał X. Czernicki” i niszczycielami min HMS „Penzance” i „Rottweil”. Elementem ćwiczeń były operacje przeciwminowe na Zatoce Fińskiej poprzedzające desant wysadzony na brzegu Estonii
Wybrane większe okręty: amerykański okręt dowodzenia desantem USS „Mount Whitney” (LCC-20), amerykański okręt desantowy USS „Gunston Hall”, rosyjski okręt desantowy „Kaliningrad”, niemiecka fregata „Bayern” typu 123, duński okręt dowodzenia i wsparcia „Esbern Snare” typu Absalon.
| Lista okrętów   | Lista okrętów           | Lista okrętów |
| --------------- | ----------------------- | --- |
| USA             | 4                       | • okręt dowodzenia desantem USS „Mount Whitney” (LCC-20); • okręt desantowy USS „Gunston Hall” (LSD-44) typu Whidbey Island; • fregaty „Stephen W. Groves” (FFG-29), „Simpson” (FFG-56) (typu O.H. Perry)                                                                                                  |
| Niemcy          | 8                       | • fregata „Bayern” (F217) (typu 123); • okręt podwodny U-24 (typu 206A); • kutry rakietowe: „Wiesel”, „Hyäne” (P6130) typu 143A; • niszczyciele min: „Rottweil” (M1061), „Fulda” (typu Frankenthal), „Herten” (M1099) (typu Kulmbach); • zbiornikowiec zaopatrzeniowy „Ammersee” (A1425) (typu Walchensee) |
| Rosja           | 1                       | • okręt desantowy „Kaliningrad” (proj. 775/II) |
| Dania           | 3                       | • okręt dowodzenia i wsparcia „Esbern Snare” (L17) (typu Absalon); • okręty wielozadaniowe „Viben” (P562), „Glenten” (P557) (typu Flyvefisken) |
| Polska          | 6                       | • okręt podwodny ORP „Kondor”; • korweta ORP „Kaszub”; • okręt dowodzenia ORP „Kontradmirał X. Czernicki” (511); • trałowce: „Resko”, „Wicko”, „Necko” |
| Szwecja         | 3                       | • trałowiec „Sturkö” (M14) (typu Styrso), niszczyciel min „Ulvön” (typu Landsort); • okręt baza „Trossö” (A264) |
| Francja         | 2                       | • niszczyciele min: „Céphée” (M652), „Cassiopée” (M642) (typu Eridan) |
| Estonia         | 4                       | • niszczyciele min: „Admiral Cowan”, „Ugandi”, „Sakala” (typu Sandown); • okręt dowodzenia i wsparcia „Tasuja” (typu Lindorman) |
| Litwa           | 1                       | • niszczyciel min „Suduvis” (typu Lindau) |
| Łotwa           | 1                       | • niszczyciel min „Imanta” (typu Tripartite) |
| Wielka Brytania | 1                       | • niszczyciele min: HMS „Walney” (tylko w fazie portowej), HMS „Penzance” (M106) (typu Sandown) |
| Uwagi:          | Lista może być niepełna | Lista może być niepełna |

### 2012

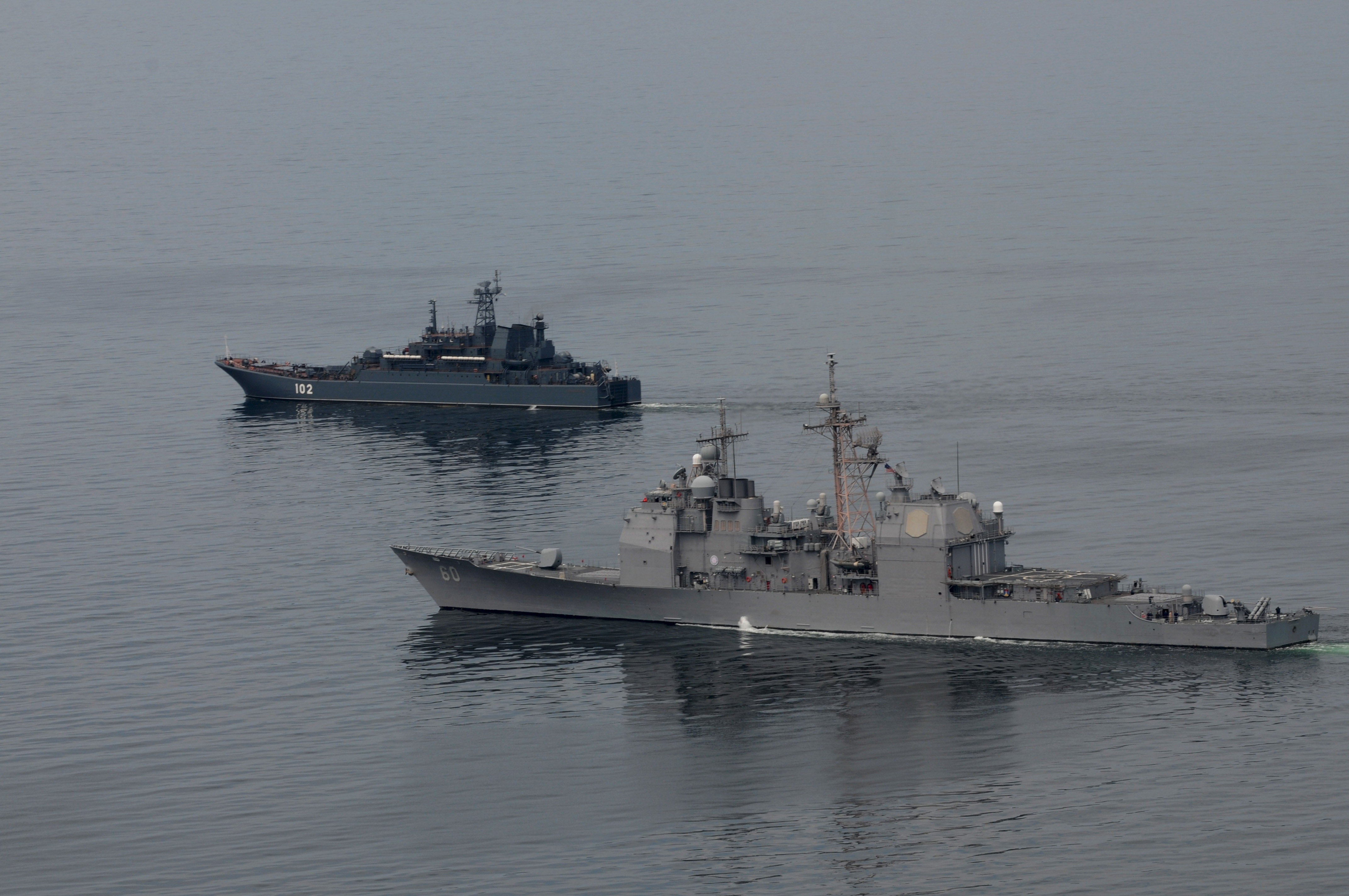
USS „Normandy” i „Kaliningrad”, 2012 rok

W 2012 roku faza portowa w Gdyni trwała od 1 do 4 czerwca. Cumowało tam 30 okrętów z 11 państw, w tym najwięcej – sześć z Danii, pięć z Niemiec i cztery z Holandii. Część okrętów była udostępniona 3 czerwca do zwiedzania; Rosja zapewniła też występ orkiestry okrętowej.
Wybrane większe okręty: amerykański krążownik rakietowy USS „Normandy” (CG-60), rosyjski okręt desantowy „Kaliningrad”, duński okręt wsparcia „Absalon” i najnowsza duńska fregata „Iver Huitfeldt”.
| Lista okrętów | Lista okrętów                                          | Lista okrętów |
| ------------- | ------------------------------------------------------ | --- |
| USA           |                                                        | • krążownik rakietowy USS „Normandy” (CG-60) (typu Ticonderoga) |
| Dania         |                                                        | • fregata „Iver Huitfeldt” (F 361) (typu Iver Huitfeldt), fregata patrolowa „Thetis” (F 357) (typu Thetis), • okręt wsparcia „Absalon” (L16) (typu Absalon), • jednostki bezzałogowe: MSF 1, MSF 2, MRD 5 |
| Estonia       |                                                        | • niszczyciel min „Admiral Cowan” (typu Sandown) |
| Francja       |                                                        | • korweta „Commandant Blaison” (F 793) (typu A69 D’Estienne d’Orves) |
| Holandia      |                                                        | • okręt szkolny „Van Kinsbergen” (A 902), • niszczyciele min: „Zierikzee” (M 862), „Vlaardingen” (M 863) (typu Alkmaar), • okręt-baza „Mercuur” (A 900)                                                   |
| Litwa         |                                                        | • niszczyciel min „Kuršis” (M 54) (typu Hunt), • okręt patrolowy „Žemaitis” (P 11) (typu Standard Flex 300)                                                                                               |
| Łotwa         |                                                        | • okręt dowodzenia „Virsaitis” (A 53) (typu Vidar), • niszczyciel min „Tālivaldis” (M-06) (typu Alkmaar)                                                                                                  |
| Niemcy        |                                                        | • niszczyciele min: „Bad Bevensen” (M 1063), „Grömitz” (M 1064), „Homburg” (M 1069) (typu Frankenthal), „Herten” (M 1099) (typu Kulmbach), • okręt-baza „Werra” (A 514) (typu Elbe)                       |
| Norwegia      |                                                        | • okręt logistyczny i ratowniczy „Valkyrien” (A 535), • trałowiec „Alta” (M 350) |
| Polska        |                                                        | • trałowce: „Gardno”, „Mielno”, „Jamno” (proj. 207), • okręty transportowe: „Kraków”, „Poznań” |
| Rosja         |                                                        | • okręt desantowy „Kaliningrad” (proj. 775/II) |
| Szwecja       |                                                        | • okręt podwodny „Halland” * (typu Gotland) |
| Uwagi:        | lista niepełna * – okręty, które nie zawinęły do Gdyni | lista niepełna * – okręty, które nie zawinęły do Gdyni |

### 2015

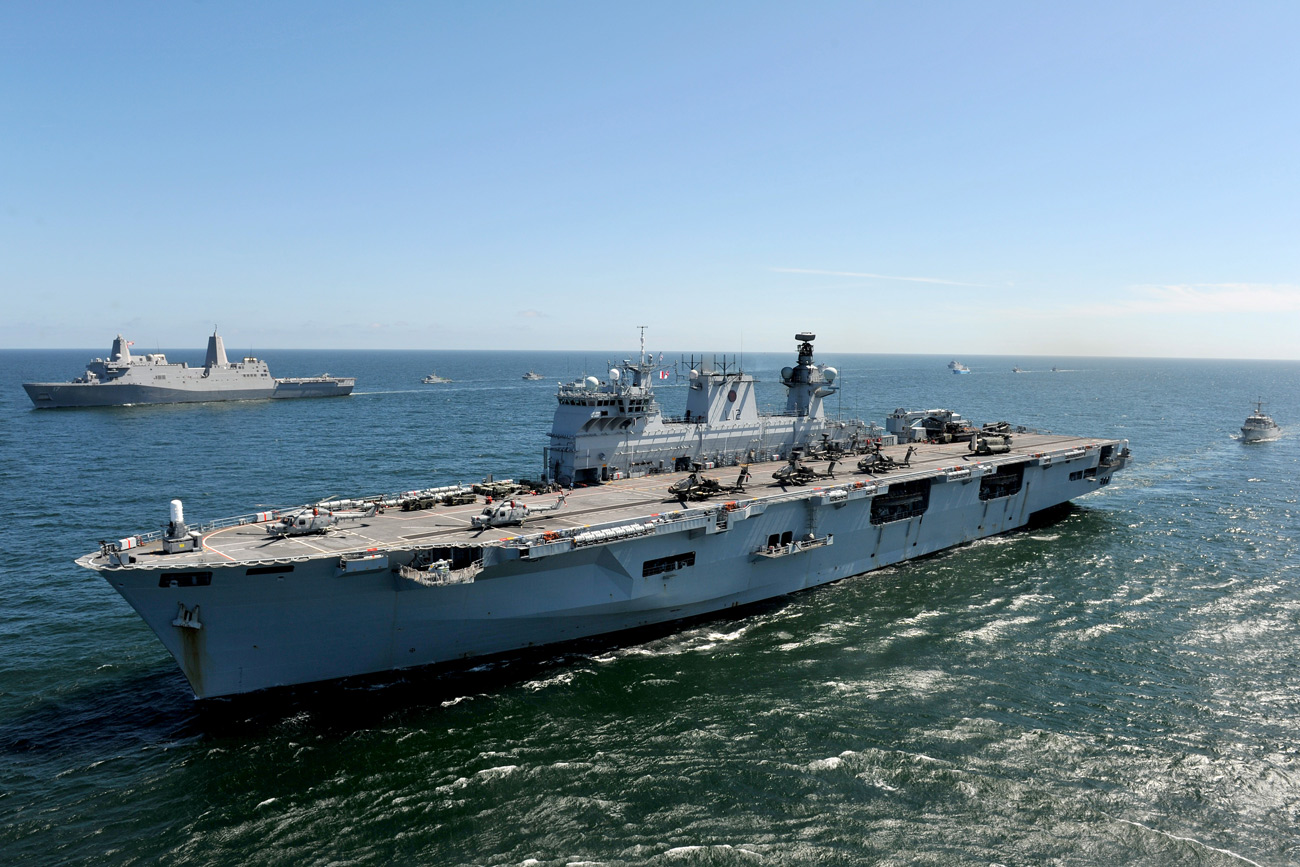
HMS „Ocean” i w głębi USS „San Antonio”, 2015 rok

W 2015 roku manewry rozpoczęła faza portowa w Gdyni między 4 a 7 czerwca, dokąd zawinęło 39 okrętów (bez śmigłowcowca HMS „Ocean”. Na morzu operować miało 47 okrętów oraz 49 samolotów i śmigłowców, w tym dwa stałe zespoły NATO - zespół fregat i niszczycieli SNMG2 i zespół przeciwminowy SNMCMG1 (w tym polski ORP „Mewa”). W manewrach miało wziąć udział 17 państw, w tym USA i państwa północnoeuropejskie (Belgia, Dania, Estonia, Finlandia, Francja, Holandia, Litwa, Łotwa, Niemcy, Norwegia, Polska, Szwecja, Wielka Brytania), a nadto Kanada, Turcja i Gruzja (tylko personel). Z powodu wzrostu napięcia międzynarodowego po rozpoczęciu rosyjskiej agresji przeciw Ukrainie, od tego roku w manewrach nie brała udziału Rosja. Faza zasadnicza miała miejsce od 8 do 19 czerwca 2015 roku, obejmująca działania morskie na poligonach Bałtyku południowego. Scenariusz ćwiczeń zakładał operację przywrócenie pokoju i stabilizacji w regionie, prowadzoną wraz z siłami lądowymi i powietrznymi, usankcjonowaną przez rezolucję Rady Bezpieczeństwa ONZ. Elementem manewrów był desant wysadzony 17 czerwca na poligonie w Ustce. Faza końcowa miała miejsce w dniach 20-21 czerwca w Kilonii. Ćwiczenie organizowane było przez mieszące się w Portugalii Dowództwo Morskich Sił Uderzeniowych i Wsparcia NATO (STRIKFORNATO), a całość sił dowodzona była z morza z okrętu  desantowego USS „San Antonio”.
Wybrane większe okręty: okręt desantowy USS „San Antonio”, śmigłowcowiec desantowy HMS „Ocean”, fregata HMCS „Fredericton” typu Halifax (Kanada), fregata „Göksu” (Turcja), dwie fregaty typu Iver Huitfeldt (Dania), stawiacz min „Hämeenmaa” typu Hämeenmaa (Finlandia), okręt zaopatrzeniowy „Somme” (Francja). 8 czerwca francuski niszczyciel min „Eridan” typu Tripartite był dokowany w celu napraw w stoczni Remontowej Nauta w Gdyni. Podczas manewrów prowadzono też ćwiczebne minowanie z powietrza z niskiego pułapu przy pomocy bombowców Boeing B-52.
| Lista okrętów   | Lista okrętów                   | Lista okrętów |
| --------------- | ------------------------------- | --- |
| Dania           | 7                               | • fregaty „Niels Juel” (F363), „Peter Willemoes” (F362) typu Iver Huitfeldt, • okręt wsparcia „Absalon” (L16) typu Absalon, • bezzałogowe jednostki przeciwminowe: MSD 5 „Hirsholm”, MSF 1 • transportowiec „Sleipner”, statek wsparcia „Blue Capella”                                           |
| Estonia         | 2                               | • niszczyciel min „Sakala” (M314) typu Sandown, • niszczyciel min – okręt nurkowy „Tasuja” (A432) typu Lindormen |
| Finlandia       | 1                               | • stawiacz min „Hämeenmaa” (02) typu Hämeenmaa |
| Francja         | 2                               | • niszczyciel min „Eridan” (M641) typu Eridan • okręt zaopatrzeniowy i dowodzenia „Somme” (A631) |
| Holandia        | 5                               | • niszczyciel min: „Makkum” (M857), „Urk” (M861), „Willemstad” (M864), „Zierikzee” (M862) typu Alkmaar; • okręt hydrograficzny „Luymes” (A803) |
| Kanada          | 1                               | • fregata HMCS „Fredericton” (337) typu Halifax |
| Litwa           | 3                               | • niszczyciele min: „Kuršis” (M54), „Skalvis” (M53) typu Hunt, • okręt patrolowy „Žemaitis” (P11) typu Standard Flex 300 |
| Łotwa           | 1                               | • okręt wsparcia i dowodzenia „Virsaitis” (A53) |
| Niemcy          | 8                               | • fregata „Lübeck” (F214) typu 122; • korweta „Braunschweig” (F260) typu 130; • kutry rakietowe: „Hermelin” (P6123), „Wiesel” (P6129), „Hyane” (P6130) typu 143A, • niszczyciel min „Auerbach” (M1093) typu Ensdorf; • okręt zaopatrzeniowy „Donau” (A516), okręt pomocniczy „Helgoland” (A1458) |
| Norwegia        | 2                               | • niszczyciele min: „Alta” (M351), „Rauma” (M352) typu Alta |
| Polska          | 9                               | • okręt podwodny ORP „Kondor”; • trałowce: „Bukowo”, „Resko”, „Dąbie”, „Mamry”, „Wigry” proj. 207, niszczyciel min „Mewa” proj. 206FM; • okręty transportowo-minowe: „Gniezno”, „Lublin” |
| Szwecja         | 1                               | • korweta „Malmö” (K12) typu Stockholm |
| Turcja          | 1                               | • fregata „Göksu” (F497) |
| USA             | 3                               | • krążownik rakietowy USS „Vicksburg” (CG-69), • niszczyciel USS „Jason Dunham” (DDG-109) typu Arleigh Burke, • okręt desantowy USS „San Antonio” (LPD-17) |
| Wielka Brytania | 3                               | • śmigłowcowiec desantowy HMS „Ocean” (L12), • fregata HMS „Iron Duke” (F234), • niszczyciel min: „Quorn” (M41) typu Hunt |
| Uwagi:          | Lista obejmuje okręty planowane | Lista obejmuje okręty planowane |

### 2017

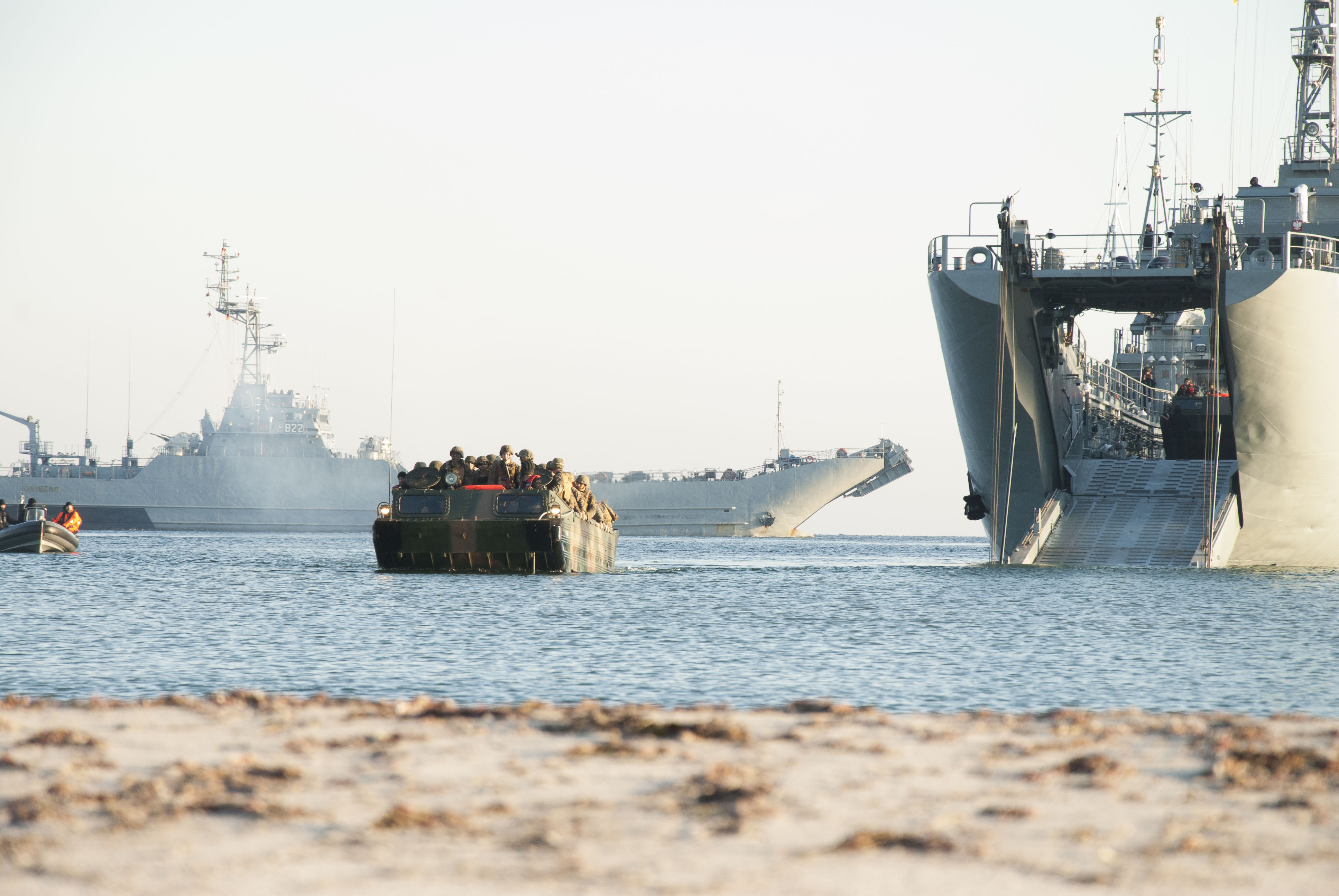
Desant z polskich okrętów proj. 767 w Putlos, 6 czerwca 2017

Ćwiczenia były odbywane po raz 45., od 1 do 16 czerwca. Brały w nich udział 44 okręty z 14 państw, w tym Finlandii i Szwecji spoza sojuszu. Faza portowa po raz pierwszy rozpoczęła się w Szczecinie, dokąd zawinęło 30 okrętów zagranicznych, a dalsze dwa okręty zawinęły do Świnoujścia. Manewry obejmowały między innymi wysadzenie ćwiczebnych desantów w Putlos (Niemcy), Windawie (Łotwa) i Ustce (14 czerwca). W ramach komponentu lotniczego wsparcia desantu w manewrach brały udział amerykańskie bombowce strategiczne B-52 i B-1B (które później uczestniczyły w manewrach Saber Strike 17 pod Orzyszem).
Wybrane większe okręty: okręt desantowy USS „Arlington” typu San Antonio (USA), fregaty: HMS „Iron Duke” (Wielka Brytania), „Roald Amundsen” typu Fridtjof Nansen (Norwegia), „Evertsen” typu De Zeven Provinciën (Holandia), korweta „Nyköping” typu Visby (Szwecja). Polska wysłała dwa okręty transportowe („Kraków” i „Gniezno”) i sześć trałowców.

### 2020

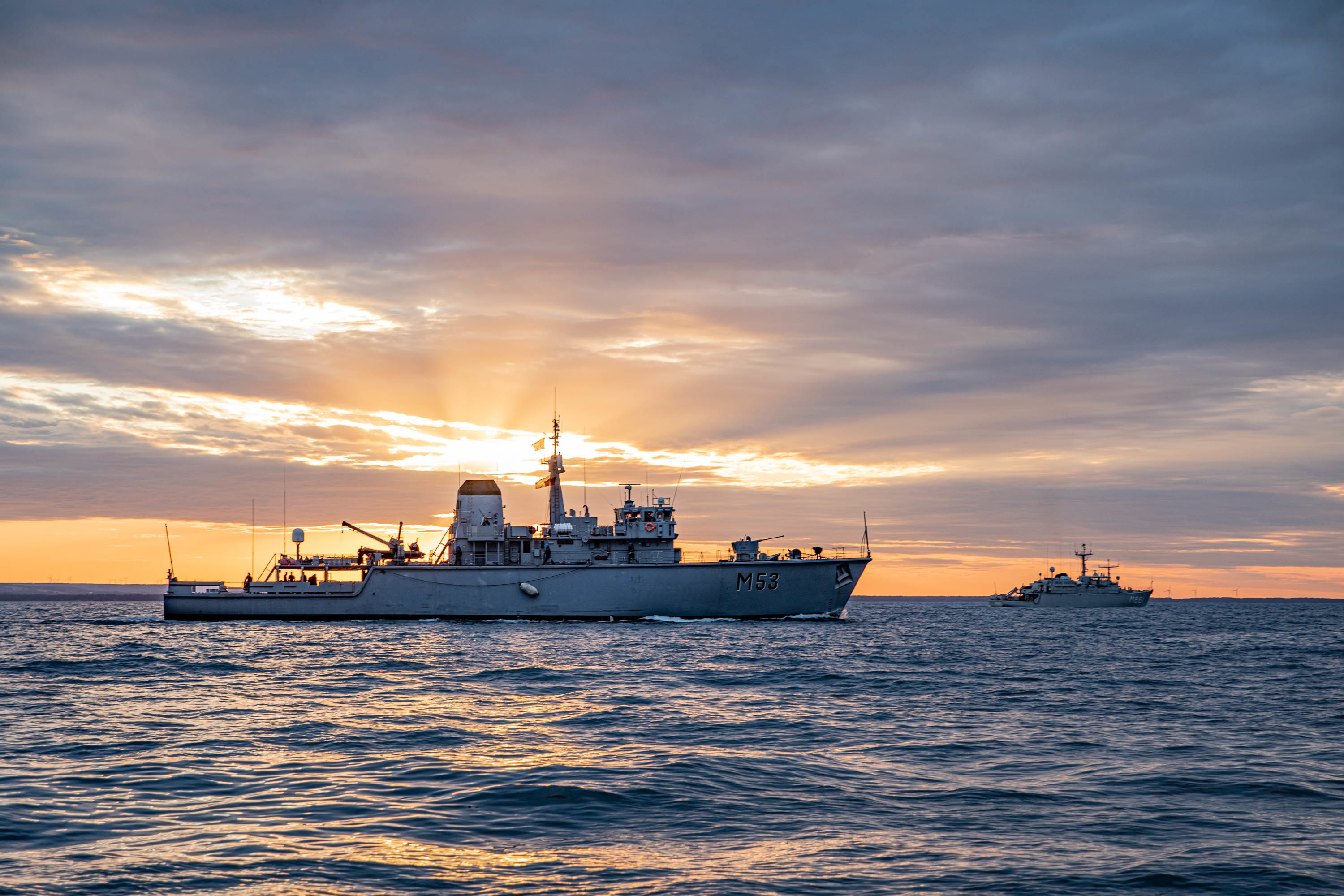
Litewski niszczyciel min „Skalvis” i holenderski Zr.Ms. Urk

Ćwiczenia odbyły się między 7-16 czerwca 2020 roku. Uczestniczyło w nich 28 okrętów, 28 samolotów i śmigłowców i ok. 3 tysiące personelu z 17 państw NATO (Danii, Estonii, Francji, Grecji, Hiszpanii, Holandii, Kanady, Litwy, Łotwy, Niemiec, Norwegii, Polski, Portugalii, Turcji, USA, Wielkiej Brytanii i Włoch) oraz Finlandii i Szwecji. Brały w nich udział między innymi jednostki Stałego Zespołu Okrętów NATO Grupa 1 (SNMG1). Po raz pierwszy dowodzono działaniami na morzu z lądu – z kwatery głównej Dowództwa Sił Uderzeniowych i Wsparcia NATO (STRIKFORNATO) – Centrum Operacji (Joint Operations Centre) w Lizbonie. W związku z pandemią COVID-19, w celu zmniejszenia ryzyka rozprzestrzeniania wirusa, ćwiczenia prowadzone były jedynie na morzu i w powietrzu oraz ograniczono fazę portową i wymiany załóg. W programie ćwiczeń skoncentrowano się na działaniach podczas wojny morskiej – w pierwszej części pracowano nad poprawą elementów taktyki walki, a w drugiej prowadzono działania na morzu w ramach zespołów „niebieskich” i „pomarańczowych”, w rzeczywistych sytuacjach, w wypadku hipotetycznego konfliktu na Morzu Bałtyckim. W tym czasie rosyjska Flota Bałtycka monitorowała ćwiczenia, a jednostki rakiet Iskander przeprowadziły w Obwodzie Kaliningradzkim ćwiczenia z ataku rakietowego na okręty NATO.
Wybrane większe okręty: okręt dowodzenia desantem USS „Mount Whitney” (LCC 20) (USA), niszczyciel rakietowy USS „Donald Cook” (DDG 75) (USA), fregata rakietowa „Lübeck” (F214) (Niemcy), fregata „Otto Sverdrup” (F312) (Norwegia), fregata HMCS „Fredericton” (FFH 337) (Kanada), okręty zaopatrzeniowe: USNS „Supply” (T-AOE 6) (USA) i „Rhön” (A1443) (Niemcy). Z okrętów polskich udział wzięły tylko dwa trałowce: OORP „Drużno” i „Wdzydze”, samoloty Su-22, F-16, An-28B1R i śmigłowce Mi-14PŁ.

### 2021

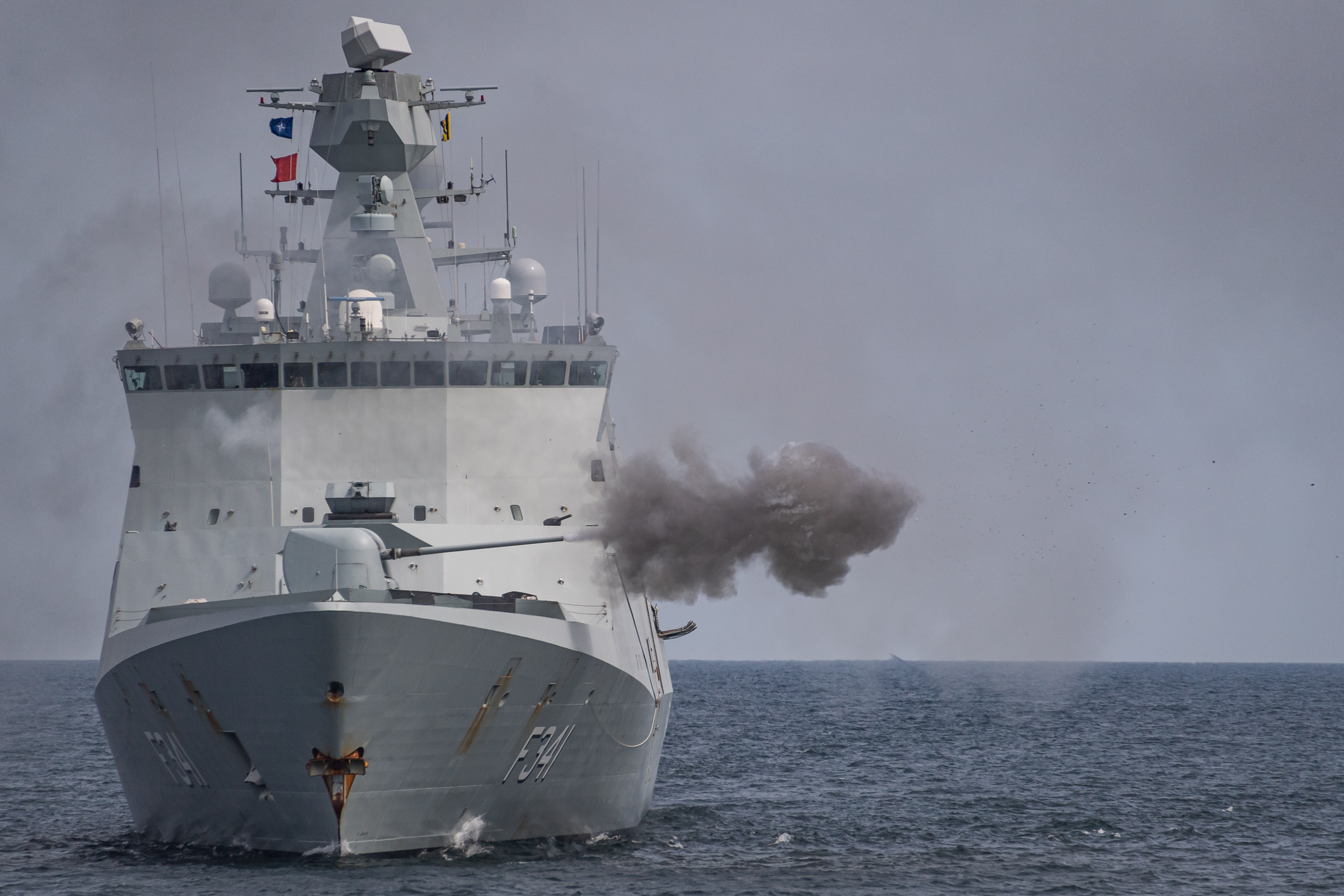
Duński okręt wsparcia „Absalon” prowadzi ogień, 11 czerwca 2021

Jubileuszowe 50. ćwiczenia odbywały od 6 do 19 czerwca 2021 roku. Uczestniczyło w nich 40 okrętów, 60 samolotów i śmigłowców i ok. 4 tysiące marynarzy i żołnierzy. Brało w nich udział 18  państw, w tym 16 członków NATO (Belgia, Dania, Estonia, Francja, Hiszpania, Kanada, Niemcy, Łotwa, Litwa, Holandia, Norwegia, Polska, USA, Turcja, Wielka Brytania, Włochy), Finlandia i Szwecja. W składzie sił były jednostki Stałego Zespołu Okrętów NATO Grupa 1 (SNMG1), Zespołu Sił Obrony Przeciwminowej NATO Grupa 1 (SNMCMG1) oraz Bałtyckiej Eskadry Morskiej (Baltic Naval Squadron – BALTRON), tworzonej przez państwa bałtyckie. Obszar różnych elementów ćwiczeń był rozległy, od Cieśnin Duńskich po wybrzeże Litwy. Jednym z elementów były ćwiczenia sił przeciwminowych u wybrzeży Litwy, połączone z oczyszczanie ich z pozostałości wojen światowych. Były one połączone z organizowanym przez Litwę międzynarodowym ćwiczeniem Baltic Fortress, w którym wziął udział m.in. wydzielony moduł bojowy Morskiej Jednostki Rakietowej.
W ćwiczeniach brał udział m.in. amerykański niszczyciel rakietowy USS „Roosevelt” (DDG-80) (typu Arleigh Burke). Polska wydelegowała korwetę patrolową ORP „Ślązak”, trałowce: OORP „Drużno” i „Wdzydze”, dwa śmigłowce Mi-14PŁ i śmigłowiec SH-2G.

### 2022

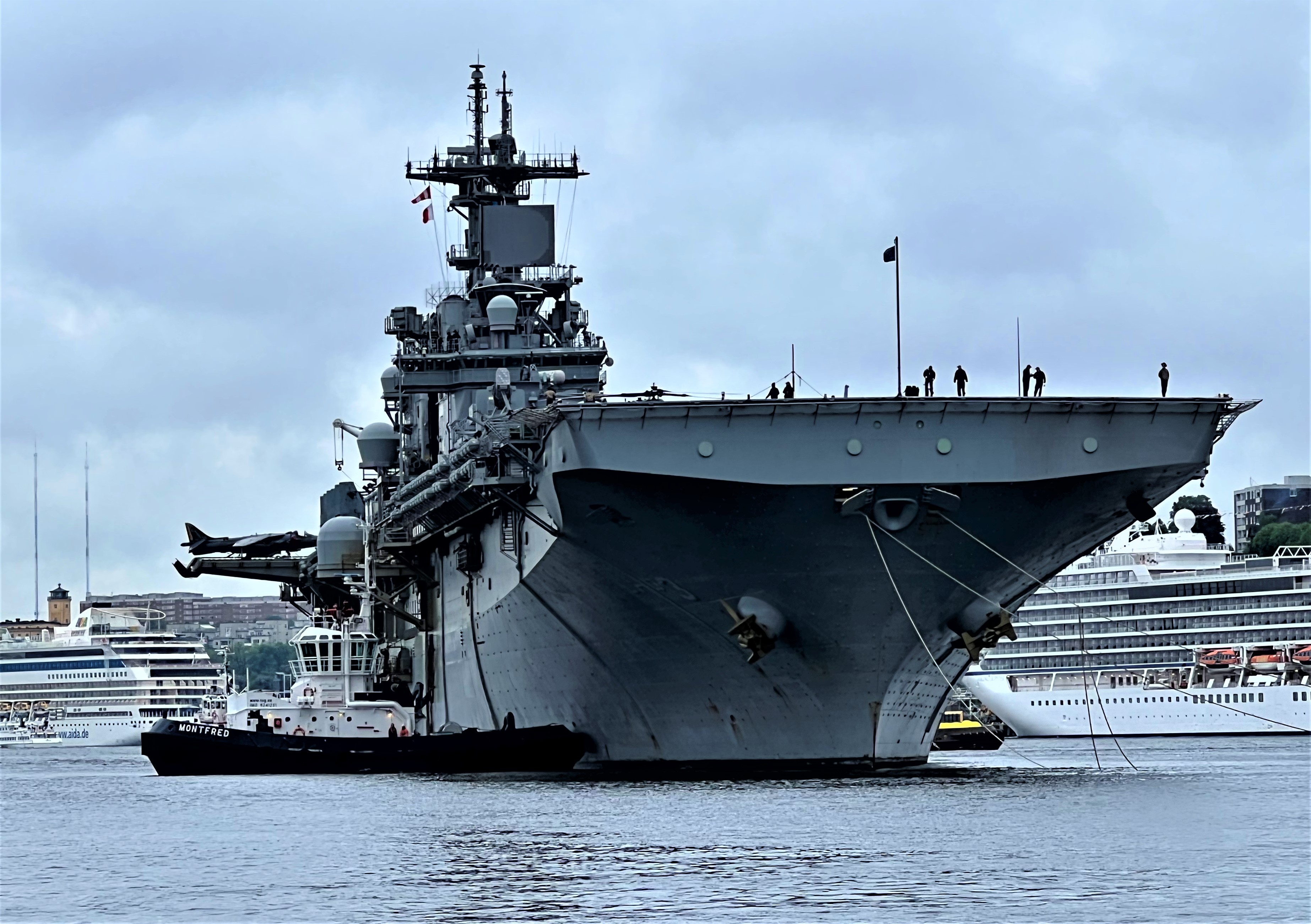
Uniwersalny okręt desantowy USS „Kearsarge” (LHD-3) w Sztokholmie przed ćwiczeniami

Ćwiczenia odbywały się od 5 do 17 czerwca, w zmienionej sytuacji geopolitycznej, po inwazji Rosji na Ukrainę i zgłoszeniu akcesu do NATO przez Szwecję i Finlandię. Brało w nich udział 45 okrętów, 75 samolotów i około 7 tysięcy personelu z 16 państw, w tym 14 członków NATO oraz Finlandii i Szwecji. Deklarowanym celem ćwiczeń było także okazanie solidarności ze Szwecją i Finlandią, zagrożonymi działaniami Rosji. Gospodarzem ćwiczeń była Szwecja i rozpoczęły się one fazą portową w Sztokholmie. Za dowodzenie odpowiedzialne były Morskie Siły Uderzeniowe i Wsparcia NATO (STRIKFORNATO), których dowódcą był wiceadmirał US Navy Eugene H. Black III. Ćwiczenia obejmowały m.in. prowadzenie operacji desantowych, zwalczanie okrętów podwodnych, obronę powietrzną i działania przeciwminowe (na wodach szwedzkich).
Największymi okrętami były amerykańskie: uniwersalny okręt desantowy USS „Kearsarge” typu Wasp, a dalej okręt desantowy USS „Gunston Hall” i okręt dowodzenia desantem USS „Mount Whitney”. Brały w nich udział także m.in. niszczyciele rakietowe USS „Porter” (DDG-78) (typu Arleigh Burke) i HMS „Defender” (typu 45). Z mniejszych okrętów uczestniczyły m.in. fregaty „Latouche-Treville” (Francja) i „Sachsen-Anhalt” (Niemcy) oraz korwety „Helsingborg” i „Nyköping” (Szwecja). Z polskich jednostek uczestniczyły: okręt transportowy ORP „Toruń” i trałowce OORP „Drużno” i „Wdzydze”.

### 2023

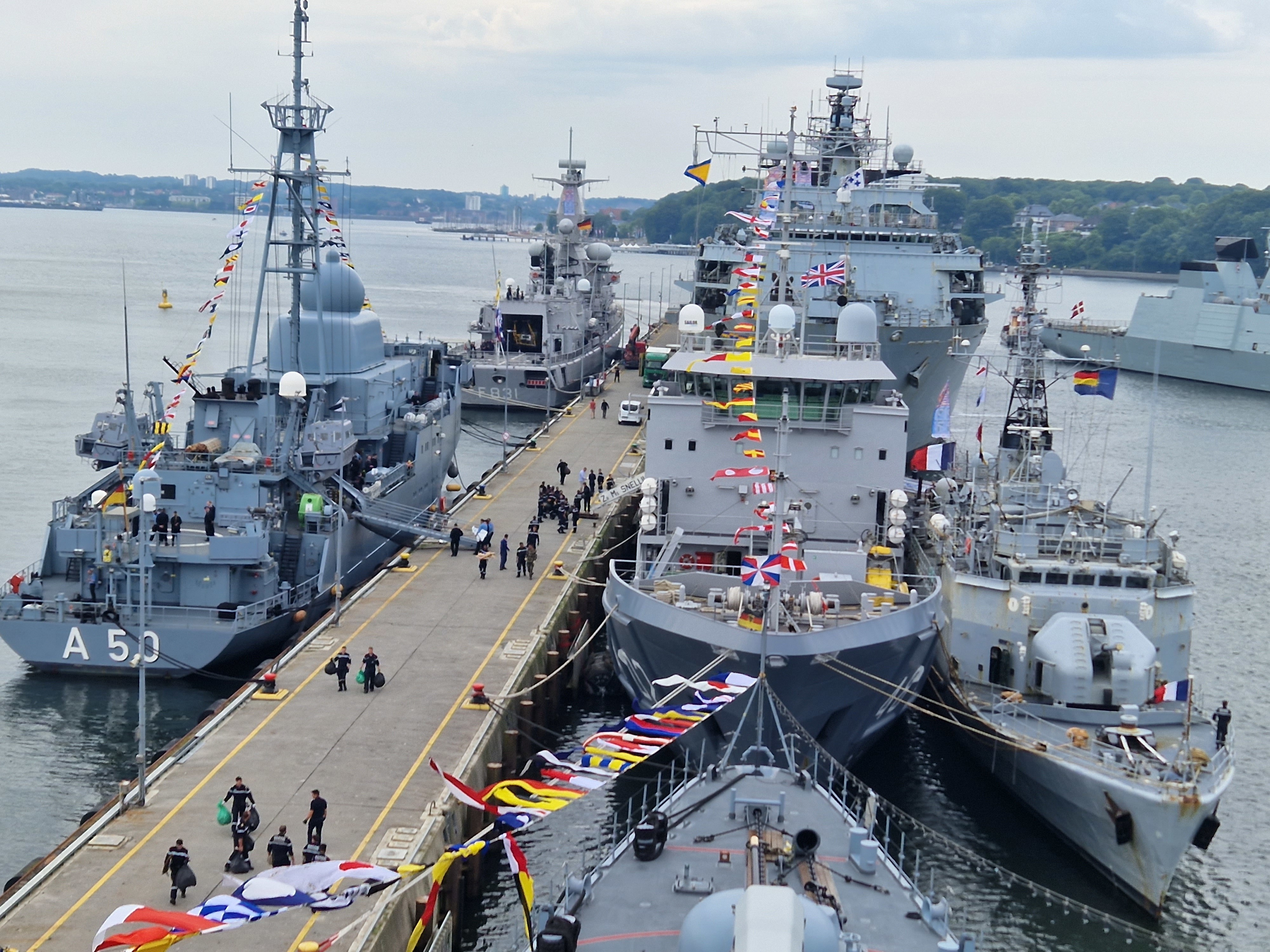
Okręty w Kilonii, 16 czerwca 2023

Ćwiczenia odbywały się od 4 do 16 czerwca. Rozpoczęły się fazą portową w Tallinnie. Brało w nich udział ok. 50 okrętów i ponad 45 samolotów z 19 państw NATO, w tym po raz pierwszy w tym charakterze Finlandii, oraz kandydującej do sojuszu Szwecji. Z państw spoza Europy północnej wzięły w nich udział: USA, Kanada, Hiszpania, Włochy, Rumunia i Turcja. Manewry obejmowały między innymi wysadzenie ćwiczebnych desantów koło Windawy (Łotwa), Kłajpedy (Litwa) i Ustki. Manewry zakończyły się 16 czerwca w Kilonii.
Wśród większych okrętów były włoskie: okręt desantowy-dok „San Marco” i niszczyciel rakietowy „Caio Duilio”. Z polskich jednostek uczestniczyły: fregata „Gen. T. Kościuszko”, korweta patrolowa „Ślązak” i okręt transportowy ORP „Toruń”.

### 2024

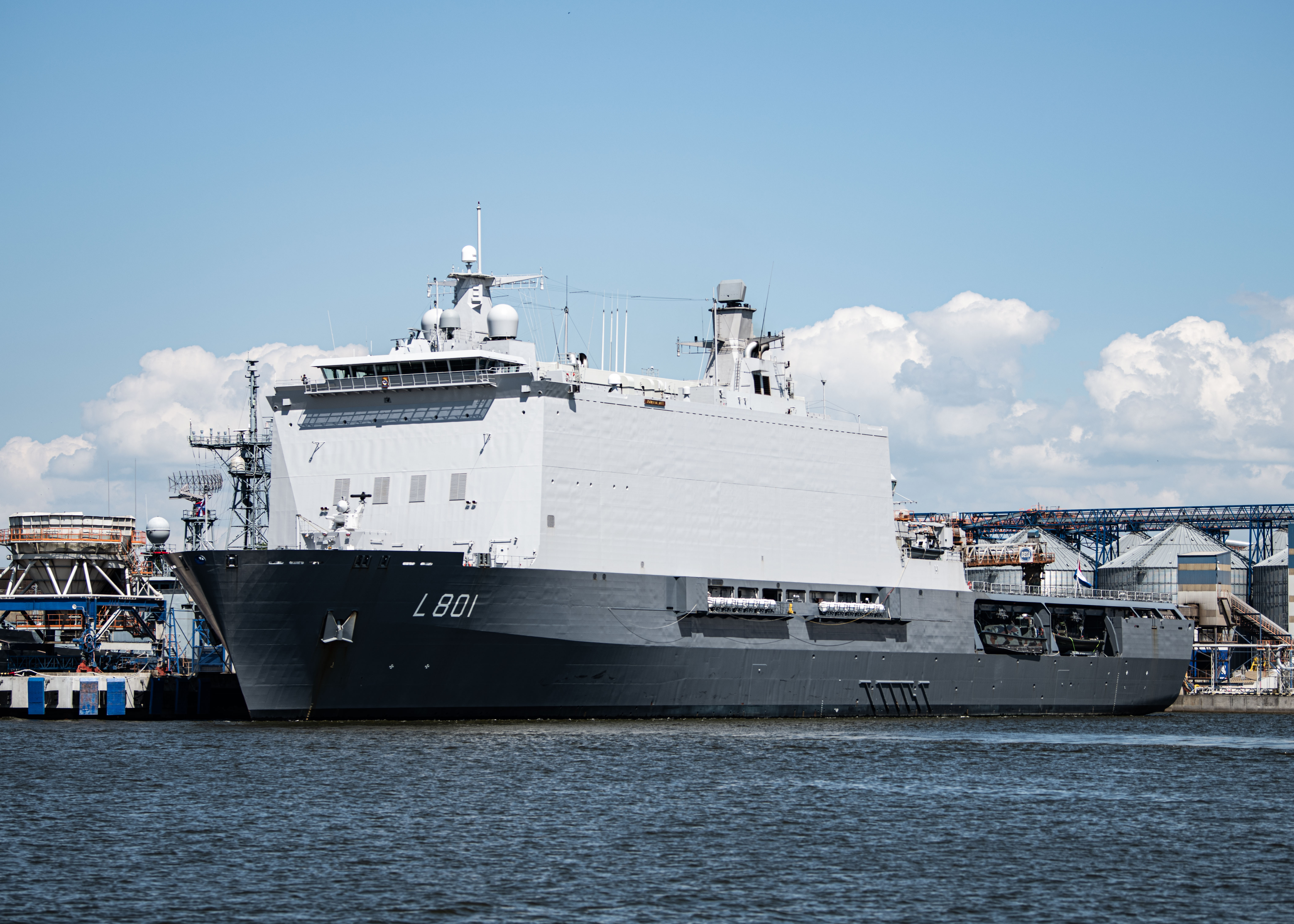
Okręt desantowy „Johan de Witt” w 2024 roku

Prowadzone w czerwcu 2024 roku ćwiczenia były określane jako największe w dotychczasowej historii. Wzięło w nich udział ponad 50 okrętów i 9000 marynarzy i żołnierzy. Szczególnie silne było zgrupowanie desantowe, określane jako największe, jakie kiedykolwiek weszło na Bałtyk, skupione wokół pięciu dużych uniwersalnych okrętów desantowych z komponentem lotniczym. Ćwiczenia rozpoczęły się 5 czerwca fazą portową w Kłajpedzie, a faza morska rozpoczęła się 7 czerwca. Od tego roku Szwecja brała udział jako nowy członek sojuszu NATO. Z powodu kilkudniowego sztormu, pod łotewskim Ventspils doszło jedynie do wysadzenia desantu śmigłowcowego, natomiast doszło następnie do wysadzenia ćwiczebnego desatu w Ustce oraz lądowania sił piechoty morskiej i powietrznodesantowych na Gotlandii w ramach symulacji obrony wyspy wraz ze szwedzkimi wojskami lądowymi. 
Wybrane okręty: desantowe: USS „New York” (LPD-21), USS „Wasp” (LHD-1), „Johan de Witt” (typu Rotterdam) (Holandia), „Juan Carlos I” (Hiszpania), „Mistral” (Francja), fregaty: „Juan de Borbon” (Hiszpania), „Peter Willemoes” (Dania), okręt dowodzenia sił przeciwminowych „Virsaitis” (Łotwa), okręt podwodny U 212 (Niemcy). Ze strony polskiej wzięły udział: fregata ORP „Gen. K. Pułaski”, okręt transportowo-minowy ORP „Poznań”, trałowiec ORP „Necko”, zbiornikowiec zaopatrzeniowy ORP „Bałtyk”, a także pododdziały 6 Brygady Powietrznodesantowej.

### 2025
Faza portowa ćwiczeń rozpoczęła się 3 czerwca 2025 roku, po raz pierwszy w Rostocku, będącego siedzibą nowo utworzonego dowództwa NATO: Commander Task Force Baltic (CTF Baltic). Wzięło w nich udział około 50 okrętów, ponad 25 statków powietrznych i 9000 żołnierzy z 17 państw. Między innymi w ćwiczeniach brał udział stały zespół przeciwminowy NATO SNMCMG1. Część mniejszych okrętów kotwiczyła w Warnemünde. Faza morska trwała od 5 czerwca. Po zakończeniu ćwiczeń 20 czerwca okręty weszły do portu wojennego w Kilonii na otwarcie Kieler Woche.
Wybrane większe okręty: okręt dowodzenia USS „Mount Whitney” (LCC-20) (USA), niszczyciel USS „Paul Ignatius” (DDG-117) (USA), fregata rakietowa „Bayern” (Niemcy). Ze strony polskiej brały udział: fregata ORP  „Gen. T. Kościuszko”, korweta ORP „Kaszub”, trałowce OORP „Nakło” i „Mamry”.